# Gioan Baotixita Phạm Minh Mẫn
Gioan Baotixita Phạm Minh Mẫn (sinh ngày 5 tháng 3 năm 1934) là một hồng y người Việt Nam thuộc Giáo hội Công giáo Rôma và hiện đảm nhận vai trò Hồng y đẳng Linh Mục nhà thờ San Giustino. Ông từng đảm trách vai trò Tổng giám mục Tổng Giáo phận Thành phố Hồ Chí Minh, Phó Chủ tịch Hội đồng Giám mục Việt Nam và thành viên Bộ Phụng Tự và Kỷ luật Bí tích và Bộ Truyền giáo Tòa Thánh. Ngoài tiếng mẹ đẻ là tiếng Việt, ông có thể sử dụng tiếng Anh và tiếng Pháp.
Phạm Minh Mẫn sinh tại Hòa Thành, Cà Mau, thuộc Hạt Đại diện Tông Tòa Cần Thơ. Từ năm 10 tuổi, cậu bé Mẫn đi theo con đường tu học và việc theo học nhiều chủng viện cho đến năm 1965 thì được thụ phong linh mục. Sau khi được thụ phong, linh mục Mẫn đảm nhiệm vai trò giáo sư cũng như Giám đốc Tiểu chủng viện Cái Răng, Cần Thơ. Năm 1968, ông đi du học Hoa Kỳ và tốt nghiệp văn bằng Phó Tiến sĩ về giáo dục năm 1971. Trở về Việt Nam, linh mục Mẫn tiếp tục làm giáo sư Tiểu chủng viện Cái Răng. Từ năm 1974, ông là Giám đốc Tiểu chủng viện Á Thánh Quý và đến năm 1976 thì ông phụ trách việc đào tạo linh mục của giáo phận Cần Thơ. Năm 1988, ông được bổ nhiệm làm giám đốc Đại chủng viện Thánh Quý sau khi chủng viện này được hoạt động trở lại và nâng cấp từ Tiểu chủng viện thành Đại chủng viện.
Tháng 2 năm 1993, Giáo hoàng Gioan Phaolô II bổ nhiệm Phạm Minh Mẫn làm Giám mục phó với quyền kế vị Giáo phận Mỹ Tho. Lễ tấn phong giám mục được cử hành vào tháng 8 cùng năm tại Cần Thơ. Tháng 3 năm 1998, Giáo hoàng bổ nhiệm Giám mục Mẫn làm Tổng giám mục Tổng giáo phận Thành phố Hồ Chí Minh. 
Tháng 10 năm 2003, Giáo hoàng Gioan Phaolô II cử hành nghi thức trao mũ Hồng y và tước hiệu Hồng y Linh mục Nhà thờ San Giustino cho Tổng giám mục Phạm Minh Mẫn. Tháng 11 cùng năm, ông được bổ nhiệm làm thành viên Thánh Bộ Phụng Tự và Kỷ Luật Bí Tích và Thánh Bộ Truyền giáo Tòa Thánh. Bằng phẩm giá hồng y, ông đi dự hai Mật nghị Hồng y vào năm 2005 và 2013. Ngày 22 tháng 3 năm 2014, Giáo hoàng Phanxicô chấp thuận đơn từ nhiệm chức tổng giám mục tổng giáo phận Thành phố Hồ Chí Minh của Hồng y Phạm Minh Mẫn vì lý do tuổi tác, Tổng giám mục phó Phaolô Bùi Văn Đọc kế nhiệm chức vụ này.

## Thân thế
Gioan Baotixita Phạm Minh Mẫn sinh ngày 5 tháng 3 năm 1934 tại giáo họ Cái Rắn xã Hòa Thành, thành phố Cà Mau, tỉnh Cà Mau, thuộc Hạt Đại diện Tông Tòa Cần Thơ trong một gia đình sống trong tinh thần Kitô giáo và sẵn sàng chia sẻ niềm tin của mình với những người khác. Ông cố của Hồng y Mẫn di cư từ Quảng Đông, Trung Quốc và bản thân hồng y không quen biết bất kỳ người thân nào tại vùng này. Ông nội Phạm Minh Mẫn là một ông Biện tại họ đạo Chủ Chí, do linh mục Trương Bửu Diệp thiết lập. Thân phụ Phạm Minh Mẫn là ông Phêrô Phạm Phú Hào (hoặc Phêrô Phạm Hiền Hào), có một con kênh do ông đào thường được gọi theo tên ông là Kênh Ba Ngàn (Kênh Sáu Hào), thông ra dòng sông Ông Đốc là quê nội của Phạm Minh Mẫn. Ông Hào chính là người quản lý đất Nhà Chung (nhà xứ của họ đạo) Cái Rắn. Thân mẫu Phạm Minh Mẫn là bà Maria Nguyễn Thị Quới. Phạm Minh Mẫn khẳng định các việc làm của ông nội và thân phụ hỗ trợ cho họ đạo như dựng nhà thờ, và hỗ trợ dân cư trong vùng truyền giáo như tạo công việc việc làm, [cơ hội] giáo dục đã có sức ảnh hưởng lớn đến cá nhân ông. Trong gia đình có bảy người con, Phạm Minh Mẫn là trưởng nam, trong khi ông có một người em trai út là linh mục Máccô Phạm Minh Thủy, vào thời điểm năm 2014 là linh mục giáo xứ Vịnh Chèo, giáo hạt Vịnh Thanh, Giáo phận Cần Thơ. Cũng vào cuối tháng 6 năm 2014, trong số bốn người em còn sống của Hồng y Mẫn, ngoại trừ linh mục Thủy, có một người ở Việt Nam, một ở Hoa Kỳ và một sống tại Úc.
Năm 1939, linh mục Phanxicô Xaviê Trương Bửu Diệp (bác họ, được cậu Mẫn gọi là Bác Hai) khi ấy là linh mục chính xứ Tắc Sậy, đến nhà thăm nhà cha mẹ cậu bé Phạm Minh Mẫn thuộc họ đạo Cái Rắn (Cà Mau). Trong cuộc gặp gỡ này, linh mục Diệp gợi ý khi cậu bé Mẫn được lên 6 tuổi thì nên cho vào nội trú Dòng Lasan và 10 tuổi thì đưa vào Tiểu chủng viện. Linh mục Diệp cũng đề nghị thân mẫu cậu Mẫn cho cậu học kinh tiếng Latinh và trở thành giúp lễ cho mình. Cũng từ sau buổi gặp gỡ giữa linh mục Diệp và gia đình Phạm Minh Mẫn, cậu bé Mẫn được chọn làm giúp lễ và nhiều lần giúp đỡ linh mục Diệp cử hành thánh lễ. Cha mẹ cậu cũng quyết định nghe theo và thực hiện theo lời khuyên của linh mục Diệp. Do hoàn cảnh chiến sự, sau đó gia đình Phạm Minh Mẫn đã di cư đến sinh sống tại Bạc Liêu.

## Quá trình tu học
Cậu Mẫn chỉ sinh sống tại họ đạo Cái Rắn cho đến năm sáu tuổi. Sau đó, cậu đã đến học nội trú tại trường Taberd. Trong cuộc gặp khoảng năm 1944, linh mục Trương Bửu Diệp đề nghị thân mẫu cậu Mẫn cho theo học Tiểu chủng viện Cù Lao Giêng. Nghe theo lời đề nghị này, cậu bé Mẫn được gia đình cho theo học tại Tiểu chủng viện Cù Lao Giêng. Cậu Mẫn đã cùng các linh mục đến Tắc Sậy để thăm linh mục Diệp vào hè năm 1945, cũng như cách riêng, cùng với gia đình thăm linh mục Diệp vào tháng 2 năm 1946. Chỉ một năm sau khi bước vào con đường tu học, việc học bị gián đoạn do hoàn cảnh chiến sự, cụ thể là Tiểu chủng viện Cù Lao Giêng bị thiêu rụi. Từ lúc này, gia đình cậu Mẫn sinh sống lang bạt và chịu cảnh thất nghiệp trong vài năm. Chủng sinh Mẫn trở về sinh sống cùng gia đình, nhận phụ việc rao bán các loại bánh Nam Bộ: bánh ít, bánh tét, bánh còng, bánh cam. Ngoài việc buôn bán dạo trên đường, cậu Mẫu cũng đã đánh bắt cá để kiếm sống. Cậu phụ giúp gia đình trong vòng một năm. Sau khi nhận được tin tức từ các linh mục thừa sai, mời gọi trở về Nam Vang tu học, năm 1946, cậu bé Phạm Minh Mẫn tiếp tục theo học tại Tiểu chủng viện Phnôm Pênh tại Campuchia. Do là một chủng viện mới thành lập, cơ sở vật chất thiếu thốn, cậu Mẫn nhiều lần phải ngủ trên nóc nhà trước khi được cấp giường. Trong thời gian này, cậu Mẫn không thường xuyên (chỉ có một vài lần) về thăm gia đình, do khoảng cách địa lý và do sự nguy hiểm của chiến sự.
Sau tám năm học tại Campuchia, năm 1954, chủng sinh Phạm Minh Mẫn trở về Việt Nam và theo học triết học, thần học tại Đại chủng viện Thánh Giuse Sài Gòn.  Năm 1954, cậu cũng đã bị bệnh trong vòng một năm khiến việc tu học bị gián đoạn. Sau khi hoàn thành hai năm học triết học, năm 1956, vì hoàn cảnh gia đình khó khăn, thiếu kinh phí cho các em học trung học, Phạm Minh Mẫn quyết định tạm dừng việc học, về quê dạy học để kiếm tiền phụ chi trả chi phí học hành cho các em mình. Do có khả năng Pháp ngữ, Phạm Minh Mẫn nhận dạy kèm học sinh môn học này, và đông đảo học sinh đã theo học. Sau khi kinh tế gia đình đã ổn định hơn, Phạm Minh Mẫn tiếp tục con đường tu học vào năm 1961. Cá nhân ông xác nhận trong thời gian bốn năm kể trên, ông cũng tham gia giảng dạy tại một trường trung học. Song song với việc dạy kèm, chủng sinh Phạm Minh Mẫn kiêm thêm nhiệm vụ thầy giảng tại họ đạo Bạc Liêu. Sau đó trở về Sài Gòn, cậu tiếp tục theo học triết học, thần học tại Đại chủng viện Thánh Giuse Sài Gòn.

## Thời kì linh mục
Sau quá trình tu học dài hạn, ngày 25 tháng 5 năm 1965, Phó tế Gioan Baotixita Phạm Minh Mẫn được thụ phong linh mục tại Cần Thơ, bởi Giám mục Giacôbê Nguyễn Ngọc Quang. Sau khi được truyền chức linh mục, Phạm Minh Mẫn được bổ nhiệm đảm trách vai trò giáo sư Tiểu chủng viện Cái Răng, Cần Thơ. Năm 1968, giám mục Giacôbê Nguyễn Ngọc Quang cử linh mục Mẫn đi du học tại Đại học Loyola Marymount, Los Angeles, Hoa Kỳ. Ba năm sau, Phạm Minh Mẫn tốt nghiệp với văn bằng phó tiến sĩ về giáo dục và sau đó trở về nước tiếp tục làm giáo sư Tiểu chủng viện Cái Răng, Cần Thơ. Trong thời gian tu học tại Hoa Kỳ, linh mục Mẫn đã nhận ra mình ghê tởm chiến tranh. Ông đã được nhìn thấy một cuộc chiến mà ông đánh giá là "vô nhân đạo" đang tàn phá quê hương của mình.
Từ năm 1974, ông đảm trách vai trò Giám đốc Tiểu chủng viện Á Thánh Quý, Cái Răng, Cần Thơ và đến năm 1976 thì ông phụ trách việc đào tạo linh mục của giáo phận Cần Thơ. Linh mục Mẫn đã đào tạo chủng sinh, ứng viên linh mục của Cần Thơ từ năm 1976 đến năm 1981, và sau đó, từ năm 1981 cho đến năm 1988, ông gửi các chủng sinh về mục vụ tại các giáo xứ. Sau biến cố năm 1975, Giám đốc Tiểu chủng viện Phạm Minh Mẫn cùng các linh mục giáo sư đã đào tạo phi chính thức các ứng viên linh mục cho giáo phận, với kết quả có 30 tân linh mục cho giáo phận Cần Thơ trong giai đoạn từ năm 1975 đến năm 1985.
Năm 1988, Nhà nước Việt Nam cho mở lại tám chủng viện trên khắp Việt Nam. Linh mục Phạm Minh Mẫn được bổ nhiệm làm giám đốc tiên khởi của Đại chủng viện Thánh Quý – Cần Thơ, một đại chủng viện liên giáo phận nhằm đào tạo linh mục cho Giáo phận Cần Thơ, Giáo phận Vĩnh Long và Giáo phận Long Xuyên. Trong thời gian này, linh mục Mẫn giảng dạy cho các chủng sinh sống tinh thần đối thoại trong yêu thương, như Thiên Chúa yêu thương chúng ta. Linh mục Mẫn đã bị chỉ trích vì trích dẫn các khái niệm của Chủ nghĩa Cộng sản để hỗ trợ cho lập luận của mình, do sự cởi mở của cá nhân ông đối với chủ nghĩa này. Bác bỏ những chỉ trích, ông cho rằng chính Giáo hoàng đã dạy [giáo sĩ] thực thi nhiệm vụ qua phương pháp đối thoại, gặp gỡ để tìm ra điểm chung. Sau khi Tông huấn Pastores dabo vobis (PDV) về việc đào tạo linh mục được công bố năm 1992, linh mục Giám đốc Chủng viện Phạm Minh Mẫn cùng các linh mục dịch thuật tài liệu đưa vào tài liệu Chỉ Dẫn Cần Thiết để đào tạo linh mục trong chủng viện Thánh Quý. Là Giám đốc Tiên khởi chủng viện, linh mục Mẫn đã thiết lập các nền tảng về cơ sở, nhân sự cũng như chương trình đào tạo cho Đại chủng viện.

## Giám mục
Ngày 22 tháng 3 năm 1993, Giáo hoàng Gioan Phaolô II bổ nhiệm linh mục Gioan Baotixita Phạm Minh Mẫn làm Giám mục phó với quyền kế vị Giáo phận Mỹ Tho. Việc bổ nhiệm này được công bố sau đó vào ngày 15 tháng 5. Ngày 11 tháng 8, lễ tấn phong Giám mục của ông được tổ chức tại khuôn viên Đại Chủng viện Thánh Quí Cần Thơ. Phần nghi thức chính yếu được cử hành bởi Giám mục Chủ phong Emmanuel Lê Phong Thuận, giám mục chính tòa Giáo phận Cần Thơ, hai giám mục Phụ phong là Giám mục Phanxicô Xaviê Nguyễn Quang Sách, giám mục chính tòa Giáo phận Đà Nẵng và Giám mục Phó Giáo phận Bắc Ninh Giuse Maria Nguyễn Quang Tuyến. Giám mục Phạm Minh Mẫn là Giám mục thứ 70 của hàng giáo phẩm Công giáo Việt Nam, theo danh sách trên trang thông tin của Hội đồng Giám mục Việt Nam. Với tư cách giám mục phó, ông là Giám mục thứ ba có vai trò quản lý giáo phận Mỹ Tho, sau hai giám mục chính tòa Giuse Trần Văn Thiện và Anrê Nguyễn Văn Nam.
Ngay ngày 12 tháng 8, một ngày sau lễ tấn phong, Tân giám mục Phạm Minh Mẫn chính thức về nhận chức vụ Giám mục phó Giáo phận Mỹ Tho. Tân giám mục chọn cho mình câu châm ngôn: Như Thầy yêu thương. Nói về châm ngôn này sau khi đã hồi hưu, Phạm Minh Mẫn cho biết ông luôn nhấn mạnh điều này với các linh mục tại các giáo phận từng cai quản. Ông quan niệm Thiên Chúa dạy chúng ta yêu thương nhau và đối thoại trong yêu thương. Ông cũng cho biết trong khoảng thời gian là Giám mục đã qua, ông luôn cố gắng sống theo châm ngôn giám mục mình đã chọn, yêu thương tất cả mọi người và yêu thương không phân biệt, không loại trừ. Nhân dịp kỷ niệm 27 năm ngày được tấn phong giám mục, Hồng y Phạm Minh Mẫn giải nghĩa khẩu hiệu của mình rằng cá nhân ông phải sống hiếu thảo, lắng nghe và thực hành lời dạy của Thiên Chúa là Cha, qua đó đòi buộc ông sống yêu thương và tương thân tương ái với những người khác là anh em cùng là con chung của Thiên Chúa, chú trọng vào những hoàn cảnh nghèo đói.
Trong dịp đại hội Hội đồng Giám mục Việt Nam lần thứ VI, các giám mục Việt Nam bầu chọn Giám mục Phạm Minh Mẫn giữ chức Phó Tổng thư ký Giáo tỉnh Sài Gòn nhiệm kỳ 1995–1998. Giám mục Phạm Minh Mẫn tham dự chuyến thăm Ad Limina năm 1996 của các giám mục Việt Nam đến Tòa Thánh. 

## Tổng giám mục

### Giai đoạn 1998–1999
Sau khi Tổng giám mục Tổng giáo phận Thành phố Hồ Chí Minh Phaolô Nguyễn Văn Bình qua đời, vì nhiều tranh cãi, Tổng giáo phận này đã lâm vào tình trạng trống tòa. Trên thực tế, do Tổng giám mục Bình lâm trọng bệnh, Tòa Thánh đã bổ nhiệm Giám mục Nicôla Huỳnh Văn Nghi làm Giám quản Tông Tòa từ tháng 8 năm 1993, trong khi Tổng giám mục Bình giữ quyền Tổng giám mục đến khi qua đời (tháng 7 năm 1995). Do không được chính quyền Việt Nam chấp thuận, Giám mục Huỳnh Văn Nghi âm thầm liên lạc và điều hành Tổng giáo phận Thành phố từ Giáo phận Phan Thiết.
Ngày 1 tháng 3 năm 1998, Giáo hoàng Gioan Phaolô II đã bổ nhiệm Giám mục Gioan Baotixita Phạm Minh Mẫn làm Tổng giám mục của Tổng giáo phận Thành phố Hồ Chí Minh. Ông chính là Tổng giám mục thứ hai của Tổng giáo phận này. Việc bổ nhiệm là kết quả của các cuộc gặp cấp cao giữ quan chức chính quyền Việt Nam và các giáo sĩ cấp cao từ Tòa Thánh, kết thúc ba năm bất đồng giữa hai phía. Ngoài việc bổ nhiệm Tổng giám mục Mẫn, trong đợt này còn có hai bổ nhiệm khác tại Việt Nam. Tòa Thánh ra văn thư bổ nhiệm ông làm Tổng giám mục chính tòa Tổng giáo phận Thành phố Hồ Chí Minh, trong văn thư xác nhận rằng quyền bính Tòa Thánh đã được sử dụng để hủy bỏ mọi ràng buộc đối với chức giám mục phó Mỹ Tho và trao cho Tân Tổng giám mục mọi quyền bính cũng như nhiệm vụ [của chức Tổng giám mục Tổng giáo phận Thành phố]. Bình luận về sự kiện này, linh mục Nguyễn Hữu Lễ đánh giá rằng việc cắt đặt một giám mục phó của một giáo phận nhỏ nhất tại miền Nam Việt Nam làm Tổng giám mục là một quyết định không bình thường. Linh mục này cũng cho rằng đã có sự đồng ý của Linh mục Tổng Đại diện Huỳnh Công Minh để Giám mục Mẫn được bổ nhiệm chức Tổng giám mục. Trước khi chính thức nhận Tổng giáo phận, Tổng giám mục Mẫn cho biết ông quan ngại sâu sắc về sự chia rẽ giữa các linh mục tham gia Quốc hội và các tổ chức chính quyền và các linh mục còn lại. Tổng giám mục Mẫn cho biết vì tôn trọng vị tiền nhiệm, Tổng giám mục Nguyễn Văn Bình, nên ông không thể loại trừ các linh mục đã tham gia Quốc hội với sự cho phép của Tổng giám mục Bình.
Tổng Giám mục Phạm Minh Mẫn nhận trả lời phỏng vấn của báo Công giáo và Dân tộc vào tháng 3 năm 1998. Chia sẻ về những cảm xúc đầu tiên sau khi được bổ nhiệm làm Tổng giám mục, Phạm Minh Mẫn cho biết ông lo lắng vì cho rằng nhiệm sở mới to lớn, xa lạ và phức tạp. Nói về đường hướng mục vụ, tân tổng giám mục cho biết ông cho rằng cần tham khảo mọi thành phần của Tổng giáo phận, truyền thống giáo phận, đường hướng của vị tiền nhiệm và ý kiến các vị lão thành. Nói về những vấn đề sẽ giải quyết đối với một giáo phận có nhiều xáo trộn, Tổng giám mục Mẫn cho biết ông cần thời gian để hòa nhập, tiến đến xây dựng tình hiệp thông và đoàn kết. Nói về mối quan hệ với chính quyền thành phố Hồ Chí Minh, tân tổng giám mục nhận định nếu các bên tìm được mẫu số chung thì mối quan hệ có khả năng phát triển, đem đến lợi ích dài lâu cho dân tộc. Được đưa ra câu hỏi về đánh giá tờ báo Công giáo và Dân tộc, Tổng Giám mục Phạm Minh Mẫn nhận định đây là tờ báo của Uỷ ban Đoàn kết Công giáo, góp phần tạo đoàn kết, nhưng ông không có cơ sở để đo lường hiệu quả việc này.
Một tháng sau khi tin bổ nhiệm được công bố cách chính thức, ngày 2 tháng 4, tân Tổng giám mục chính thức nhậm chức Tổng giám mục Tổng giáo phận Thành phố Hồ Chí Minh. Cử chỉ đầu tiên trong lễ nhậm chức là ông quỳ trước tượng Đức Mẹ Nữ Vương Hoà Bình (Regina Pacis) và thực hiện nghi thức hôn đất. Phát biểu trong bài giảng của lễ nhậm chức, tân tổng giám mục cho biết ông có cảm giác lạ lẫm và âu lo. Tuy nhiên, lạ lẫm chứ không hoàn toàn xa cách, và âu lo chứ không hoảng sợ. Sau hai tuần chính thức về sinh sống tại Tổng giáo phận Thành phố Hồ Chí Minh, Tổng giám mục Mẫn cho họp các linh mục, tu sĩ nam nữ và cả các giáo dân. Tại cuộc họp này, giám mục Mẫn kêu gọi sống liên đới với các gia đình gặp khó khăn, những người trẻ tuổi không có phương tiện để đi học ở trường hoặc để học nghề. Tổng giám mục Mẫn nhấn mạnh vấn đề giúp đỡ cho những người vô gia cư. Ông cũng nêu ý tưởng về việc tổ chức một Công nghị Giáo phận, với nội dung chính là đoàn kết hàng ngũ linh mục và giáo dân vốn bị chia rẽ trong 5 năm trống tòa. Trong Thư mục vụ đầu tiên trên cương vị Tổng giám mục ấn ký vào ngày 1 tháng 6, Phạm Minh Mẫn kêu gọi giáo dân cần phải biết quan tâm và hỗ trợ mọi người, kể cả người không theo Kitô giáo. Ông cũng loan báo sẽ đi Rôma để bày tỏ sự liên kết của Tổng giáo phận với Tòa Thánh và trở về vào đầu tháng 7 để cử hành lễ giỗ cố tổng giám mục Nguyễn Văn Bình.
Tân Tổng giám mục Phạm Minh Mẫn cùng 18 vị Tổng giám mục mới đến Rôma tham dự nghi thức lãnh nhận dây pallium từ tay Giáo hoàng Gioan Phaolô II vào sáng ngày 29 tháng 6 năm 1998 và tham gia đồng tế một thánh lễ với giáo hoàng. Buổi lễ này cũng có sự tham dự của một phái đoàn Giáo hội Chính Thống do Tòa Giáo chủ Constantinopoli gửi đến mừng bổn mạng của Giáo hội Công giáo Rôma. Sau buổi lễ trao dây Pallium, tất cả các tân tổng giám mục tiếp kiến chung với giáo hoàng vào sáng ngày 30 tháng 6.
Tháng 7 năm 1998, báo Fides của Thánh bộ Truyền giáo Tòa Thánh cho xuất bản cuộc phỏng vấn với Tân Tổng giám mục Phạm Minh Mẫn, trong đó đề cập đến nhiều vấn đề khác nhau. Khi được hỏi về hiện trạng Tổng giáo phận Thành phố Hồ Chí Minh, ông cho biết sự thiếu vắng vị Tổng giám mục chính tòa trong vòng 5 năm đã gây thiệt hại to lớn cho Tổng giáo phận. Nói về các hoạt động âm thầm của Tổng giáo phận như trường học, vườn trẻ, khóa dạy nghề và chẩn y viện, Tổng giám mục Mẫn cho biết ông đang thương lượng với chính quyền dân sự. Chia sẻ thêm về việc chính quyền yêu cầu tách rời các sinh hoạt cộng đồng ra khỏi cơ sở tôn giáo, Tổng giám mục Mẫn cho rằng ông mong luật pháp có sự thay đổi và nhận định có lẽ nên có tự do tôn giáo hoàn toàn. Khi được hỏi về Mặt Trận Công giáo Yêu nước, Tổng giám mục Mẫn nhận định nếu Mặt Trận muốn đoàn kết với người Kitô hữu thì đó là điều tốt đẹp, nhưng nếu Mặt Trận mang đến sự chia rẽ thì đó không phải là điều tốt đẹp. Về vấn đề chọn linh mục Tổng Đại diện là linh mục Huỳnh Công Minh, giám mục Mẫn cho hay ông xác nhận linh mục Minh từng là thành viên tích cực của Mặt Trận Công giáo Yêu nước, nhưng đã rời tổ chức này. Tổng giám mục Mẫn khẳng định, sự bổ nhiệm này là việc tái xác nhận bổ nhiệm của hai vị tiền nhiệm là Tổng giám mục Phaolô Nguyễn Văn Bình và Giám quản Tông Tòa Nicôla Huỳnh Văn Nghi.
Trong đại hội Hội đồng Giám mục Việt Nam lần VII, Tổng giám mục Phạm Minh Mẫn được các giám mục bầu chọn giữ vai trò Chủ tịch Uỷ ban Phụng tự và giữ nhiệm vụ này trong nhiệm kỳ 1998–2001. Ông kế nhiệm Giám mục Giáo phận Cần Thơ Emmanuel Lê Phong Thuận, trở thành giám mục Chủ tịch thứ tư của Uỷ ban này từ khi Hội đồng Giám mục Việt Nam (thống nhất) thành lập vào năm 1980. Nếu tính Uỷ ban Phụng tự từ năm 1968, Giám mục Mẫn là giám mục thứ năm đảm nhận Uỷ ban này, kể từ khi nó thiết lập năm 1968.
Tháng 7 năm 1999, Tổng giám mục Phạm Minh Mẫn có chuyến thăm mục vụ Hoa Kỳ, theo lời mời của Đức ông Đa Minh Mai Thanh Lương, Văn phòng Mục vụ cho người Công giáo Việt Nam, trực thuộc Hội đồng Giám mục Hoa Kỳ. Tổng giám mục Mẫn mong muốn ông thu được nhiều kinh nghiệm mục vụ để giúp cho Tổng giáo phận tại quê hương [mà ông đang quản lý]. Ông đã có dịp cử hành lễ đồng tế với lượng giáo dân tham dự là 2.000 người (ngày 4 tháng 7), cũng như gặp các linh mục [gốc] Việt Nam tại Trung tâm Công giáo Giáo phận Orange (9 tháng 7), cũng như Ban chấp hành Cộng đồng và 12 cộng đoàn giáo dân. Theo Đức ông Nguyễn Đức Tiến thì chuyến thăm này của Tổng giám mục Mẫn không mang tính chất ngoại giao hoặc chính trị. Bản thân Tổng giám mục Mẫn cũng từ chối các cuộc phỏng vấn do lịch trình bận rộn, cũng theo Đức ông Tiến. Trong chuyến thăm mục vụ này, Hồng y Mẫn đã có dịp tiếp xúc nhiều hồng y và giám mục tại Hoa Kỳ. Trong chuyến viếng thăm này, Tổng giám mục Mẫn cũng đi thăm các thân nhân và địa điểm ông từng sinh sống trong giai đoạn từ năm 1968 đến năm 1971.
Sau khi trở về từ Hoa Kỳ, ngày 14 tháng 8, Tổng giám mục Mẫn cử hành lễ chiều trong khuôn khổ dịp bế mạc Năm Thánh Mẫu La Vang nhằm kỷ niệm 200 năm Đức Mẹ La Vang. Từ ngày 11 đến ngày 16 tháng 10 năm 1999, Hội đồng Giám mục Việt Nam nhóm họp, chọn ra các giám mục tham dự Thượng Hội Giám mục Thế giới về chức năng Giám mục dự kiến tổ chức vào năm 2000 gồm 5 giám mục trong đó có Tổng Giám mục Phạm Minh Mẫn. Thực tế sau đó Thượng hội đồng này bị hoãn đến tháng 10 năm 2001.

### Giai đoạn 2000–2003
Trên cương vị Tổng giám mục Tổng giáo phận Thành phố Hồ Chí Minh, Phạm Minh Mẫn viết thư đề xuất vào năm 2000 với mục đích đề nghị chính quyền thành phố bàn giao trước hạn cơ sở Tiểu Chủng viện Thánh Giuse cũ, đang được sử dụng làm trường Trung học Tài chính Kế toán IV, với mục đích đào tạo giáo dân Tổng giáo phận. Nhiều năm sau đó, tháng 9 năm 2004, Bộ Tài chính quyết định trao lại trường Trung học Tài chính Kế toán IV cho Tổng giáo phận Thành phố Hồ Chí Minh sử dụng, và ban đầu được gọi là Trung tâm Văn hóa Công giáo, sau đó trở thành Trung tâm Mục vụ. Phạm Minh Mẫn bổ nhiệm linh mục Phêrô Nguyễn Văn Khảm làm Giám đốc Trung tâm này. Tháng 6 năm 2000, Tổng giám mục Mẫn bày tỏ thành lập một nguồn Quỹ để hỗ trợ sinh viên Công giáo có hoàn cảnh khó khăn và hỗ trợ các tài năng trẻ. Sau khi được ủng hộ bởi giáo phận vào tháng 10, Tổng giám mục Mẫn đã ký thành lập Quỹ hỗ trợ và phát triển tài năng Tôma Thiện, với tên vắn gọi là Quỹ học bổng Tôma Thiện.
Trong dịp Tổng thống Hoa Kỳ Bill Clinton đến thăm Việt Nam, ông đã có cuộc gặp riêng với Tổng giám mục Phạm Minh Mẫn vào ngày 19 tháng 11 năm 2000. Cuộc gặp đột xuất kéo dài 10 phút, được phát ngôn viên An Ninh Quốc Gia Hoa Kỳ là để bày tỏ sự quan tâm của Hoa Kỳ đối với tự do tôn giáo tại Việt Nam. Dịp Giáng sinh năm 2000, Tổng giám mục Mẫn đã đến thăm những người khó khăn, cũng như cử hành [lễ Giáng sinh] ở một nhà thờ nhỏ thuộc Quận 8, Thành phố Hồ Chí Minh.
Tháng 7 năm 2001, Giáo hoàng bổ nhiệm linh mục Giuse Vũ Duy Thống làm Giám mục phụ tá Tổng giáo phận Thành phố Hồ Chí Minh. Tổng giám mục Mẫn đã cử hành nghi lễ tấn phong Giám mục cho tân giám mục vào tháng 8 năm 2001 với tư cách chủ phong. Tổng giám mục Phạm Minh Mẫn tham dự Thượng Hội đồng Giám mục thế giới năm 2001 (Thượng Hội đồng Thường lệ lần X với chủ đề: Giám mục: người tôi tớ của Phúc Âm Chúa Giêsu Kitô để mang lại hy vọng cho thế giới) và có bài tham luận bằng tiếng Pháp trong khuôn khổ thượng hội đồng vào ngày 3 tháng 10. Một đại diện khác từ Việt Nam là giám mục Phêrô Nguyễn Soạn cũng có bài tham luận trong ngày này. Nội dung Tổng giám mục Mẫn đề cập trong khuôn khổ chương I của tài liệu làm việc: Thừa tác vụ của niềm hy vọng. Dịp Giáng sinh năm 2001, Tổng giám mục Mẫn cử hành lễ riêng cho người tàn tật vào sáng ngày 25 tháng 12.
Năm 2002, Tổng giám mục Phạm Minh Mẫn khởi sự chương trình Ơn gọi Thánh hiến nhằm mục đích truyền giáo tại Nhật Bản, đặt dưới quyền quản lý của Giám mục Phaolô Bùi Văn Đọc. Ngày 25 tháng 12 năm 2002, phản hồi lời mời của Uỷ ban Đoàn kết Công giáo tham gia đại hội công giáo Việt Nam xây dựng và bảo vệ tổ quốc lần thứ IV, Tổng giám mục Phạm Minh Mẫn cho biết ông không thể tham gia đại hội vì bận công tác mục vụ. Đáp từ, Tổng giám mục gửi thư cho linh mục Nguyễn Tấn Khóa, quyền Chủ tịch Uỷ ban Đoàn kết Công giáo Việt Nam và nêu 5 điểm góp ý với nội dung chính là xóa bỏ dần những khuyết tật của xã hội Việt Nam. Quan điểm của ông gây tiếng vang lớn tại cộng đồng Công giáo Việt Nam tại Hoa Kỳ. Nội dung lá thư, Tổng giám mục Mẫn chia làm hai phần: Xóa bỏ khuyết tật xã hội và phát huy giá trị nhân bản xã hội. Phần đầu tiên, Tổng giám mục Mẫn cho rằng cần xóa bỏ sự tha hóa con người và cơ chế làm tha hóa con người, lần lượt là đánh mất phẩm giá con người và cơ chế xin - cho. Nội dung thư hai, ông nêu lên các luận điểm: phát huy nhân cách, phẩm giá con người; thăng tiến con người trong chân lý; phát huy tình liên đới các dân tộc; phát huy tính phụ đới của các tổ chức xã hội và phát huy thiện chí và ý thức phục vụ ích lợi xã hội.
Trước khó khăn từ sau 1975 không có một giám mục ngoại quốc nào được trú tại Việt Nam qua đêm, Tổng giám mục Phạm Minh Mẫn đã báo với chính quyền và mời Tổng giám mục Paul Josef Cordes, Chủ tịch Hội đồng Giáo hoàng Đồng Tâm sang thăm mục vụ tại Việt Nam. Từ khi đảm nhận vai trò Tổng giám mục Tổng giáo phận Thành phố Hồ Chí Minh, Tổng giám mục Phạm Minh Mẫn có nhiều cải cách quan trọng: nhấn mạnh đến việc giúp đỡ người nghèo, tinh thần phục vụ hàng giáo sĩ, tự do tôn giáo và đào tạo hàng giáo sĩ. Ông đặc biệt nhắc nhở giáo dân quan tâm, hỗ trợ giúp đỡ những hoàn cảnh nghèo khó trong các lá thư mục vụ của mình.
Trong vòng 5 năm đầu tiên với chức Tổng giám mục Thành phố Hồ Chí Minh, Tổng giám mục Mẫn đã truyền chức linh mục cho 79 người. Giám mục Phạm Minh Mẫn giữ chức Chủ tịch Ủy ban Phụng tự nhiệm kỳ 1998–2001 và tái đắc cử vai trò này trong nhiệm kỳ 2001–2004. Song song với chức vụ trên, Tổng giám mục Phạm Minh Mẫn được bầu làm Phó Chủ tịch Hội đồng Giám mục Việt Nam nhiệm kỳ 2001–2004. Ông tiếp tục tái đắc cử chức vụ này trong đại hội IX và giữ vai trò Phó Chủ tịch đến hết nhiệm kỳ 2004–2007.
Vào dịp Tết Nguyên Đán 2003, Giám mục Giáo phận Orange Tod D.Brown đã có cuộc gặp với Tổng giám mục Phạm Minh Mẫn và loan báo về việc giáo phận Orange sắp xây dựng một nhà thờ mang tên Đức Mẹ La Vang. Chia sẻ với Giám mục Brown, Tổng giám mục Mẫn cho biết ông đang đề nghị nhà nước cho thành lập một bệnh viện điều hành bởi các bác sĩ Công giáo, với sự tài trợ từ Giáo hội Công giáo và giáo dân; ông cũng nói về việc yêu cầu nhà nước trả lại Tiểu chủng viện Sài Gòn để làm nơi đào tạo giáo dân Từ hải ngoại, nhiều đơn hôn phối đã gửi về Tổng giáo phận và Tổng giám mục Mẫn đã giải quyết các trường hợp này hằng ngày. Tổng giám mục Phạm Minh Mẫn đã cử hành lễ và gặp gỡ giáo dân tại Quận Cam, California vào ngày 22 tháng 3 năm 2003 tại nhà thờ Tam Biên (St.Callistus). Đồng tế có các linh mục gốc Việt tại Quận Cam, tham dự có nhiều đại diện từ các tổ chức Cộng đoàn Công giáo Việt Nam và hơn 1.000 giáo dân. Giáo dân, các cơ quan truyền thông chào đón Tổng giám mục Mẫn cách nồng nhiệt vì họ đánh giá cao bức thư của Tổng giám mục Mẫn gửi linh mục Khóa vào tháng 12 năm 2002. Các giáo dân cũng ủng hộ về mặt kinh tế cho các hoạch định của Tổng giám mục Mẫn trong cuộc gặp này.

## Hồng y

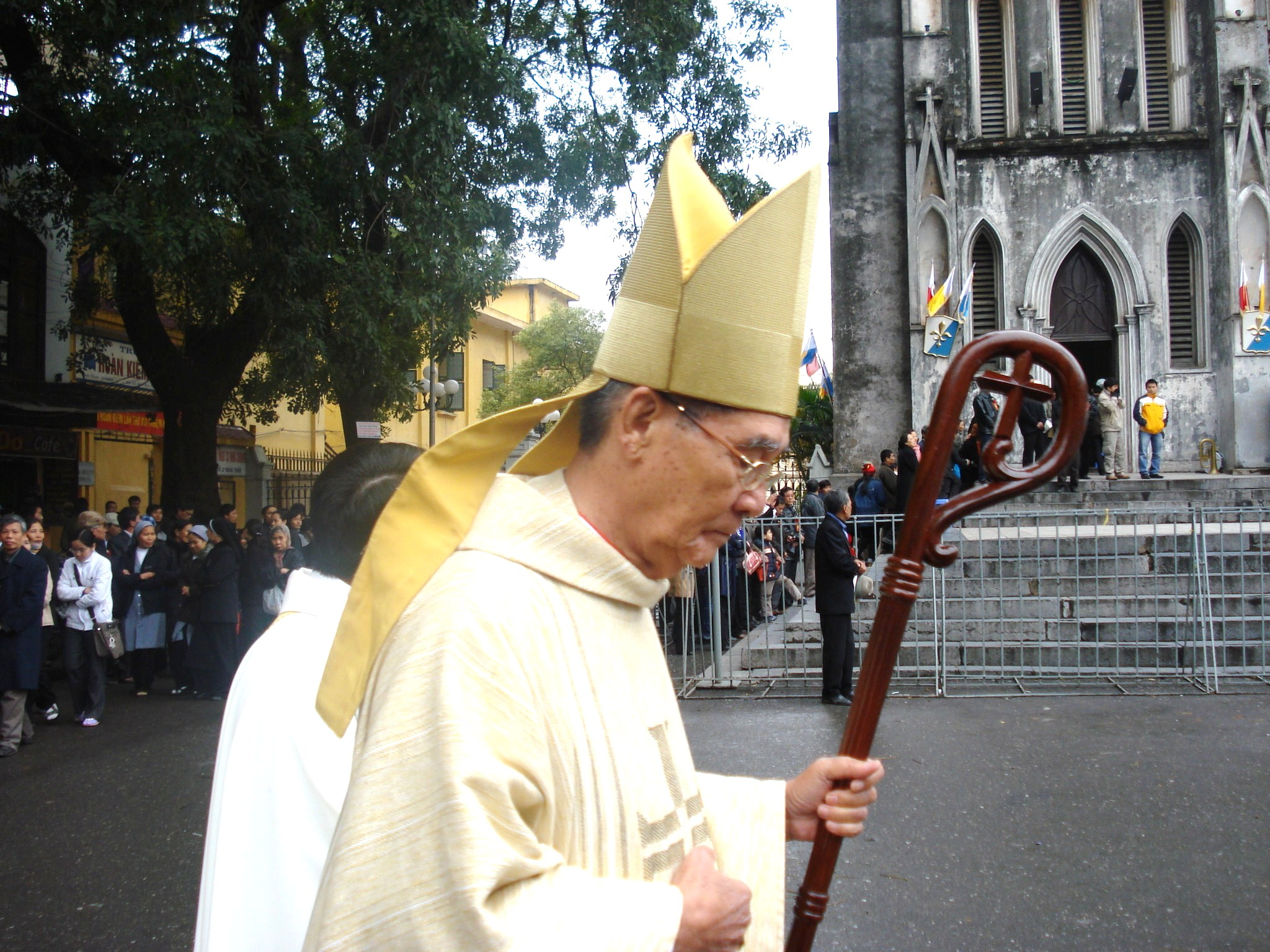
Hồng y GB Phạm Minh Mẫn trước cửa Nhà thờ Lớn Hà Nội

### Bổ nhiệm, phản ứng từ chính quyền và các cuộc phỏng vấn
Ngày 28 tháng 9 năm 2003, Giáo hoàng Gioan Phaolô II công bố ông ban tước vị hồng y cho 31 giáo sĩ, trong đó có một tân hồng y được giữ kín danh tính. Danh sách 30 tân hồng y của Giáo hội Công giáo Rôma trong đợi ban tước vị này gồm 7 người hoạt động tại Giáo triều Rôma, 19 giáo sĩ từ các Tổng giáo phận trên thế giới và 4 tân hồng y có xuất thân là linh mục trên 80 tuổi. Tổng giám mục Gioan Baotixita Phạm Minh Mẫn, Tổng giám mục Tổng giáo phận Thành phố Hồ Chí Minh, được nêu tên trong danh sách tân hồng y tại vị trí thứ 22. Với việc bổ nhiệm này, Hồng y Gioan Baotixita là Hồng y thứ năm là người Việt Nam, là hồng y đầu tiên xuất thân từ miền Nam Việt Nam cũng như Hồng y đầu tiên của Tổng giáo phận Thành phố Hồ Chí Minh – Sài Gòn. Đây cũng là lần đầu tiên, Việt Nam có cùng lúc hai Hồng y.
Ngày 30 tháng 9 năm 2003, chính quyền Việt Nam chính thức lên tiếng phản đối vụ việc vinh thăng tước Hồng y cho Tổng giám mục Phạm Minh Mẫn. Nguồn tin từ hãng thông tấn AP truyền đi từ Hà Nội tái xác nhận thông tin trên. Ban Tôn giáo cho biết, Tòa Thánh không xin phép trước khi bổ nhiệm Tổng giám mục Mẫn làm Hồng y. Nhận định về việc này, AP nhận định thế giới sẽ phải ngạc nhiên khi còn những chính phủ yêu cầu Giáo hoàng phải xin phép khi lựa chọn Hồng y. Linh mục Gioan Trần Công Nghị, Giám đốc hãng truyền thanh Công giáo Viet Catholic có cuộc phỏng vấn với Đài Chân lý Á Châu nhân sự kiện này. Nói về việc chính quyền Hà Nội bác bỏ việc "bổ nhiệm" tước vị hồng y cho Tổng giám mục Phạm Minh Mẫn, linh mục Nghị cho rằng có thỏa thuận giữa chính quyền Việt Nam với Tòa Thánh về bổ nhiệm giám mục, tổng giám mục và hồng y nhưng thông tin từ nhân viên ngoại giao Vatican bác bỏ thỏa thuận này với tước vị hồng y. Ông cho rằng việc vinh thăng tước Hồng y với Tổng giám mục Mẫn là do Tòa Thánh không sắp xếp được nhân sự để nhận tước vị hồng y ở Tòa Tổng giám mục Hà Nội. Ông cho rằng, thông qua quyết định này, vị thế của Tòa Tổng Giám mục Thành phố Hồ Chí Minh tăng cao vì là một Tòa Hồng y, thể hiện được sức sống đạo Công giáo ở miền Nam Việt Nam. Linh mục Nghị cho rằng nghi lễ nhận tước vị chỉ là hình thức, trong khi thực tế vị thế của tân Hồng y đã rất lớn. Ông đánh giá việc chính quyền Việt Nam từ chối cho Tổng giám mục Mẫn tham gia lễ nhận tước vị thể hiện cho thế giới nhận thấy đường lối ngoại giao chưa tế nhị. Linh mục Trần Công Nghị cho rằng Hồng y Mẫn thăng tiến rất nhanh, chỉ trong mười năm, được tấn phong giám mục, tiếp quản chức tổng giám mục và được thăng hồng y.
Nhận được tin hành lang về việc bổ nhiệm làm Hồng y từ các linh mục cũng như giám mục Việt Nam, Tổng giám mục Phạm Minh Mẫn tiến hành đến gặp gỡ các quan chức chính quyền. Tại đây, Tân hồng y giải thích cho các viên chức biết hồng y chỉ là tước hiệu và mọi việc sẽ như cũ, không có gì thay đổi ngoài màu sắc của phẩm phục. Phạm Minh Mẫn khẳng định với viên chức chính quyền rằng ông phải nhận tước vị đó và viên chức này khuyên Tân hồng y nên viết thư xin thủ tướng công nhận Tổng giám mục Phạm Minh Mẫn là Hồng y. Trở về Tổng giáo phận ngày 1 tháng 10, hồng y tân cử sắp xếp cuộc gặp với chính quyền ngay ngày hôm sau. Tại buổi gặp này, các viên chức hỏi về việc thuyên chuyển Hồng y Mẫn ra Hà Nội và nhắc nhở ông tuân theo sự sắp xếp của bề trên. Nói về chi tiết này trong một cuộc phỏng vấn, Hồng y Mẫn cho rằng các viên chức đã nhầm lẫn rằng việc trở thành hồng y buộc ông phải thuyên chuyển ra Hà Nội. Hồng y Mẫn xác nhận về cuộc gặp với Ban Tôn giáo Chính phủ tại Hà Nội và chính quyền Thành phố Hồ Chí Minh trước khi đến Rôma nhận tước vị. Hồng y Mẫn cho biết các quan chức chính quyền Thành phố chúc mừng ông về sự bổ nhiệm này. Ngày 2 tháng 10, thông cáo từ Bộ Ngoại giao Việt Nam tuyên bố việc Tổng giám mục Phạm Minh Mẫn được phong hồng y là tin vui cho giáo dân Việt Nam. Thông cáo cũng nhắc đến sự kiện đây là lần đầu tiên Việt Nam có (cùng lúc) 2 hồng y.
Một tuần sau khi có cuộc gặp gỡ với chính quyền, Hồng y Tân cử Phạm Minh Mẫn sang Rôma và có cuộc nói chuyện với Hồng y Tổng trưởng Bộ Truyền giáo Crescenzio Sepe. Hồng y Sepe khẳng định Giáo hoàng Gioan Phaolô II rất vui mừng khi thiết lập nên tòa hồng y thứ hai ở Việt Nam. Trả lời phỏng vấn của nhiều hãng truyền thông trong và ngoài nước, Hồng y Phạm Minh Mẫn chia sẻ về cảm nhận của mình trong tước vị mới. Ông cho rằng việc được bổ nhiệm làm Hồng y là một bất ngờ và nằm ngoài ước mơ của ông. Ông cho rằng việc bổ nhiệm này vượt quá khả năng và hoàn cảnh của mình, cảm thấy như có một gánh nặng rơi ầm xuống trên tôi, làm tôi choáng váng. Trang tin La Croix cho rằng việc phong tước vị hồng y cho Tổng giám mục Mẫn thể hiện sự ủng hộ [của giáo hoàng] dành cho Giáo hội Công giáo Việt Nam nằm trong sự kiểm soát chặt chẽ của một chính quyền theo chủ nghĩa Cộng sản.

### Lễ nhận tước vị, các chuyến viếng thăm
Lễ trao mũ Hồng y và tước hiệu Hồng y Linh mục Nhà thờ San Giustino cho tân hồng y Phạm Minh Mẫn được cử hành vào ngày 21 tháng 10 năm 2003, với sự tham gia của 30.000 giáo dân, hàng trăm hồng y, giám mục. Phái đoàn hộ tống Tân hồng y người Việt có khoảng 300 người, gồm các giám mục: Chủ tịch Hội đồng Giám mục Việt Nam Phaolô Nguyễn Văn Hòa, các giám mục Giuse Vũ Duy Thống và Antôn Vũ Huy Chương. Về các linh mục giáo phận có linh mục Huỳnh Công Minh, Tổng đại diện và 2 linh mục phụ trách dòng tu và giáo dân là Đinh Châu Trân và Võ Văn Ánh, chính xứ Tân Định. Ngày 24 tháng 11 năm 2003, ông trở thành thành viên Thánh Bộ Phụng tự và Kỷ luật Bí tích và Thánh Bộ Truyền giáo Tòa Thánh Vatican. Ông đồng thời cũng là thành viên Uỷ ban Giáo hoàng Chăm sóc Mục vụ cho Nhân viên Y Tế. Linh mục Nguyễn Công Danh (1935–2016) kể lại khi Tổng Giám mục Phạm Minh Mẫn đến Vatican nhận mũ Hồng y, một phóng viên nước ngoài đã có câu hỏi với tân hồng y rằng họ cho rằng có vài linh mục quốc doanh theo chân Hồng y đến Vatican, đồng thời hỏi về mục đích hộ tống của linh mục này và cho rằng các linh mục này là gián điệp của chế độ cộng sản. Đáp lại câu hỏi từ các phóng viên, Tân hồng y Mẫn nhận định rằng một số linh mục vì mục đích chia vui với tân hồng y, với Tổng giáo phận và với Giáo hội Việt Nam, không có linh mục nào là linh mục quốc doanh. Hồng y Mẫn nhấn mạnh: Linh mục là linh mục của Giáo hội, do các giám mục tấn phong và khẳng định các linh mục này vẫn đang thi hành công tác mục vụ trong Tổng giáo phận Thành phố Hồ Chí Minh. Để kết thúc câu trả lời, Hồng y Mẫn đúc kết: Linh mục là tài sản của Giáo hội, là sở hữu của Đức cha giáo phận". Nguồn tin từ Uỷ ban Đoàn kết Công giáo Việt Nam xác nhận linh mục Danh chính là người được minh oan khi Hồng y Mẫn có phát biểu như trên. Trong lễ Tạ ơn Tân Hồng y vào cuối năm 2003, Hồng y Mẫn đã mời nhiều Hồng y đến từ các quốc gia châu Á tham gia đồng tế trong lễ này. Hồng y Mẫn cho rằng đó là sự hiệp thông của Giáo hội Á châu.
Sau khi dự lễ phong Hồng y, Hồng y Mẫn thăm cộng đồng giáo dân gốc Việt tại Orange County (Hoa Kỳ) vào ngày 24 tháng 10 và tại Pháp ngày 27 tháng 10. Đầu tháng 12 năm 2003, Hồng y Mẫn chính thức tổ chức lễ tạ ơn tước vị Hồng y tại Nhà thờ Đức Bà Sài Gòn. Khoảng 1500 giáo dân đã tham dự lễ tạ ơn dài hai giờ đồng hồ này. Cùng dự lễ tạ ơn của tân Hồng y Mẫn còn có Hồng y Bernard Law.
Sau khi chào thăm giáo dân tại nhiều nơi, tham dự Đại hội Hội đồng Giám mục Hoa Kỳ, Phạm Minh Mẫn trở về Việt Nam, đến chào thăm Văn phòng Thủ tướng. Phó Thủ tướng Vũ Khoan đã đón tiếp Hồng y Mẫn vào ngày 22 tháng 12. Tại cuộc gặp mặt, Phạm Minh Mẫn loan báo cho ông Phó Thủ tướng rằng Hội đồng Giám mục Hoa Kỳ và Tổng thống Bill Clinton đang có chủ trương hòa giải giữa hai nước cựu thù và Hồng y Mẫn cũng cho biết thêm, ông đã có buổi làm việc tại Bộ Ngoại giao Mỹ và góp ý rằng chủ trương hoà giải cần phải được thực thi bằng con đường đối thoại trong sự tôn trọng sự thật và tôn trọng lẫn nhau, hợp tác lành mạnh và xây dựng. Ngày 24 tháng 12, Bí thư Thành Uỷ Thành phố Hồ Chí Minh Nguyễn Minh Triết đã đến thăm tân Hồng y và chúc mừng Giáng sinh. Trong khuôn khổ cuộc gặp, việc [Tổng giám mục] Phạm Minh Mẫn được phong tước Hồng y được đánh giá là một vinh dự lớn, thể hiện vị thế của Việt Nam trên thế giới.
Cuối tháng 12 năm 2003, bài phỏng vấn Hồng y Phạm Minh Mẫn trả lời phỏng vấn The Boston Globe được chính thức xuất bản. Trong khuôn khổ cuộc phỏng vấn, Hồng y Mẫn cho biết ông đã từng phát biểu với lãnh đạo Việt Nam rằng tự do mà người dân cần có lớn như cái bàn, nhưng cái mà người dân được hưởng thì chỉ nhỏ bằng cái đĩa. Trước đó, vào ngày 20 tháng 10 năm 2003, BBC Tiếng Việt cũng có cuộc phỏng vấn với Hồng y Tân cử, đề cập đến câu nói này. Nói với BBC, Hồng y Mẫn nhận định mối quan hệ giữa chính quyền Việt Nam và Giáo hội đang ở cao điểm tốt.

### Giai đoạn 2004–2005
Trong khuôn khổ cuộc họp tại Băng Cốc tháng 8 năm 2004, phóng viên UCA News đã gặp gỡ và thực hiện cuộc phỏng vấn với Hồng y Phạm Minh Mẫn đến những vấn đề khác nhau. Khi được hỏi trở thành Hồng y, ông có thẳng thắn nêu lên quan điểm của mình hay không, Phạm Minh Mẫn khẳng định dù trước đây chưa là hồng y, ông cũng đã cất lên tiếng nói kêu gọi người Công giáo xây dựng đất nước trên tinh thần công bằng và bác ái. Nhận định về pháp lệnh Tôn giáo năm 2004, Hồng y Mẫn khẳng định pháp lệnh này vẫn đi theo lối mòn của cơ chế xin cho. Hồng y Mẫn thường nói với các viên chức chính quyền rằng mỗi khi ông trả lời báo chí nước ngoài về tự do ở Việt Nam, ông đều nói:Việt Nam không có "quyền" tự do, nhưng có tự do "trong sự cho phép". Nói về việc sống đức tin Công giáo trong xã hội, vị hồng y cho hay việc này khá khó khăn vì chính quyền không công nhận Công giáo là một tổ chức. Để hỗ trợ giáo dân, Hồng y Mẫn cho nhóm các giáo dân theo công việc: bác sĩ, nghệ sĩ, giáo viên, doanh nhân và cả viên chức chính quyền là người Công giáo. Ngoài ra, trong công tác xây dựng xã hội, Tổng giáo phận qua các dòng tu đã thành lập các hội truyền giáo tại các vùng không có người Công giáo, các trường dành cho người tàn tật, trường dạy nghề, trường mẫu giáo. Một số dòng tu còn tập hợp các phụ nữ làm nghề mại dâm để hỗ trợ về chăm sóc con cái, gia đình và việc làm mới. Nguyễn Quốc Khải viết trên tờ Việt Báo cho biết Hồng y Mẫn đánh giá Pháp lệnh Tôn giáo là hủ lậu, phản văn minh, và phản tiến bộ.
Cũng trong cuộc phỏng vấn với UCA News, Hồng y Phạm Minh Mẫn cũng chia sẻ về hoàn cảnh tại Việt Nam, giai đoạn sau Mở cửa Kinh tế, các tệ nạn tràn vào Việt Nam, gây nên nạn nghiện ma túy dẫn đến HIV/AIDS. Để hỗ trợ, Hồng y Mẫn thiết lập Uỷ ban Mục vụ HIV/AIDS để vận động ngăn ngừa bệnh này cũng như chăm sóc các bệnh nhân mắc bệnh. Các trại cai nghiện ma túy cũng là nguyên nhân lây lan dịch bệnh, Hồng y Mẫn đã phái các nữ tu đến chăm sóc. Năm 2004, Tổng giáo phận dự kiến làm đĩa CD nói về bệnh HIV/AIDS cũng như cách phòng tránh và chăm sóc bệnh nhân, gửi đến khoảng 500 linh mục thuộc Tổng giáo phận. Hồng y Mẫn đã mời dòng Camillo vể hỗ trợ các bệnh nhân HIV/AIDS tại Việt Nam, cũng như đã gửi 2 thầy dòng và 8 nữ tu theo lời hưởng ứng của Sở Lao Động và Thương Binh xã hội Thành phố Hồ Chí Minh để tình nguyện hỗ trợ các bệnh nhân HIV/AIDS vào tháng 5 năm 2004. Ngoài các bệnh nhân Hồng y Mẫn quan tâm đến khả năng tái hoài nhập xã hội của các trẻ nghiện ma túy, qua các khía cạnh ngăn chặn tình trạng tái nghiện và có công việc làm ổn định. Chương trình hỗ trợ này được giúp sức bởi các linh mục, nữ tu và giáo dân, ban đầu từ Thành phố Hồ Chí Minh và về sau lan rộng ra các tỉnh thành lân cận. Các bệnh nhân được giúp đỡ không phân biệt tôn giáo.
Từ ngày 17 đến ngày 24 tháng 8 năm 2004, Hồng y Phạm Minh Mẫn tham gia Hội nghị Toàn thể lần thứ VIII của Liên Hội đồng Giám mục Á Châu với chủ đề "Gia Đình Á Châu Hướng Đến Một Nền Văn Hóa Sự Sống" tổ chức tại Daejeon, Hàn Quốc. Bài bình luận của ông tại hội nghị lần này là về vấn đề gia đình. Phát biểu tại hội nghị, Phạm Minh Mẫn nhận định, đối thoại chính là chìa khóa để giải quyết vấn đề về gia đình và nhận định có những đường hướng mục vụ làm gia đình chia rẽ. Phạm Minh Mẫn cũng đề nghị cần thay đổi ngay lập tức, để việc mục vụ góp phần gắn kết các gia đình. Hồng y cũng cho rằng do ảnh hưởng của toàn cầu hóa, nhiều lối sống mới khác biệt các các lối sống truyền thống châu Á như vật chất, thực dụng và khoái lạc [đến châu Á]. Sau năm 1975, giáo dân không được đào tạo về Đức Tin Công giáo và thiếu hiểu biết về mục vụ Công giáo. Nhằm đáp ứng nhu cầu đào tạo giáo dân, Trung tâm Mục vụ Tổng giáo phận đã chính thức được thành lập.
Sau khi Giáo hoàng Gioan Phaolô II qua đời, tại Tổng giáo phận Thành phố Hồ Chí Minh, Hồng y Phạm Minh Mẫn đã chủ sự lễ phát tang và cầu nguyện cho cố giáo hoàng. Đồng tế với Hồng y Mẫn có giám mục phụ tá Giuse Vũ Duy Thống, linh mục Tổng Đại diện Huỳnh Công Minh và 300 linh mục thuộc Tổng giáo phận. Chiều tối ngày 5 tháng 4 năm 2005, Hồng y Phạm Minh Mẫn và Tổng giám mục Tổng giáo phận Hà Nội Giuse Ngô Quang Kiệt cùng Giám mục Chủ tịch Hội đồng Giám mục Việt Nam – Phaolô Nguyễn Văn Hòa lên đường sang Roma (Italy) dự tang lễ của Giáo hoàng Gioan Phaolô II. Cùng đi với đoàn có linh mục Bùi Thái Sơn (Tòa Giám mục Tổng giáo phận Thành phố Hồ Chí Minh), linh mục Giuse Đặng Đức Ngân (Tòa Giám mục Tổng giáo phận Hà Nội) và Giám mục chính tòa Giáo phận Phát Diệm Giuse Nguyễn Văn Yến. Đài tiếng nói Hoa Kỳ VOA Tiếng Việt cho rằng phái đoàn theo Hồng y Mẫn từ Việt Nam, ngoài ông và Tổng giám mục Kiệt, còn có 5 người khác. Chính quyền Hà Nội hỗ trợ nhanh chóng các thủ tục cho đoàn giáo sĩ đi Rôma dự tang lễ. Ban Tôn giáo chính phủ Việt Nam cho biết họ sẽ tạo mọi điều kiện để giáo dân và giáo sĩ có thể đến viếng giáo hoàng. Sau đó, Hồng y Mẫn ở lại Vatican tham dự Mật nghị Hồng y để bầu Giáo hoàng mới sau khi Giáo hoàng Gioan Phaolô II qua đời, và là một trong số 10 hồng y từ châu Á, cũng như trên tổng số 115 hồng y tham dự mật nghị kỳ này.
Nhân dịp kỷ niệm 125 năm Nhà thờ chính tòa Đức Bà Sài Gòn và 40 năm linh mục Hồng y Mẫn, một số cá nhân từ hải ngoại đã đóng góp để thay thế cây đàn đại phong cầm cho Nhà thờ Đức Bà. Cây đàn đã về Việt Nam vào tháng 3 và được lắp đặt xong vào tháng 6 năm 2005. Hồng y Phạm Minh Mẫn có chuyến viếng thăm Hoa Kỳ vào năm 2005. Chuyến thăm này không những được quan tâm từ các cộng đồng gốc Việt, nhưng cũng được các báo chí Hoa Kỳ đưa tin. Cá nhân Hồng y Mẫn cũng được các giáo sĩ và giáo dân Hoa Kỳ chào đón. Cá nhân Hồng y Mẫn cho biết chuyến thăm này của ông có ba mục đích chính: cảm tạ các hội đồng giám mục [tại Hoa Kỳ] đã chăm sóc cho cộng đồng giáo dân gốc Việt; thăm viếng và cùng các cộng đoàn gốc Việt tạ ơn Thiên Chúa; và chuẩn bị cho các công việc mục vụ về nhân sự và về cơ sở vật chất, hỗ trợ các bệnh nhân AIDS và nhất là hỗ trợ cho các linh mục hưu dưỡng. Ngày 24 tháng 7 năm 2005, Hồng y Mẫn được thông báo sẽ chủ tế tại Đại Hội Thánh Thể Cộng Đồng, tổ chức tại Anaheim Convention Center, theo thông báo ngày 14 tháng 7 cùng năm. Hồng y Mẫn nhân dịp này, theo lịch trình vào ngày 14, sẽ tổ chức xin gây quỹ hỗ trợ các nhà hưu dưỡng linh mục trong Tổng giáo phận. Cũng trong khuôn khổ chuyến thăm, Hồng y Phạm Minh Mẫn đã có cuộc gặp với giáo dân và giới trẻ Công giáo tại Trung tâm Công giáo Giáo phận Orange vào ngày 22 tháng 7 năm 2005.

### Giai đoạn 2006–2007
Hồng y Phạm Minh Mẫn đã có buổi chia sẻ với Liên Tu sĩ Sài Gòn vào cuối tháng 4 năm 2006. Trong khuôn khổ cuộc gặp, Hồng y Mẫn thông tin về tình trạng thiếu nơi giảng dạy và sinh hoạt cho các chủng sinh, do số lượng chủng sinh không còn bị khống chế, tình trạng xây dựng nhà thờ và dư luận lên án việc này, về số giáo dân. Riêng về số giáo dân, không kể đến các di dân, dưới thời Hồng y Mẫn quản lý, năm 1998 có 520.000 giáo dân, nhưng đến năm 2005 đã tăng lên mức 630.000. Thông tin đăng trên Asia News vào tháng 5 năm 2006 cho biết Hồng y Phạm Minh Mẫn đã mời các hồng y từ Nhật Bản, Hàn Quốc, Thái Lan, Philippines và Ấn Độ đến thăm Việt Nam vào đầu tháng 12 năm 2006. Cũng trong khoảng thời gian này, Hồng y Mẫn kêu gọi các thành viên Dòng Tên sưu tập các tài liệu và tổ chức một hội thảo với chủ đề sứ mạng của Dòng Tên tại Việt Nam.  Các hồng y được mời đã đến Thành phố Hồ Chí Minh gồm Hồng y-Giám mục chính tòa Giáo phận Hồng Kông Giuse Trần Nhật Quân, Hồng y Tổng giám mục Tổng giáo phận Manila Gaudencio Borbon Rosales và Hồng y Tổng giám mục Tổng giáo phận Ranchi Telesphore Toppo. Cuộc viếng thăm kéo dài từ ngày 2 đến ngày 4 tháng 12, và các hồng y đã cùng đồng tế lễ kỷ niệm 500 năm ngày sinh Thánh Phanxicô Xaviê, bổn mạng truyền giáo. Một số quan chức đã tham dự lễ đồng tế này, cùng với hơn 1.200 giáo dân. Chủ tịch nước Việt Nam có nhã ý gặp các hồng y, nhưng theo hồng y Toppo, họ không có đủ thời gian [để tổ chức cuộc gặp].
Tháng 11 năm 2006, Hồng y Phạm Minh Mẫn và một số giám mục đã gặp Chủ tịch nước Nguyễn Minh Triết. Hồng y Mẫn cho biết ông đã thảo luận với ông Chủ tịch về các vấn đề như các quyền tư hữu tài sàn, tự do tôn giáo. Nói về trách nhiệm của Giáo hội Công giáo trong công cuộc phát triển Việt Nam, hồng y lưu ý về hai lĩnh vực giáo dục và y tế. Hồng y Mẫn cho biết Chủ tịch Triết hứa sẽ dần dần đáp ứng các nguyện vọng mà chính phủ xem là chính đáng. Thư Mục vụ Giáng sinh năm 2006, Hồng y Mẫn kêu gọi mọi người rũ bỏ các tính toán ích kỷ, ham muốn bất chính" và quan tâm chia sẻ hỗ trợ cho nạn nhân cơn bão Durian.
Thủ tướng Việt Nam, ông Nguyễn Tấn Dũng đã có cuộc gặp mặt với Giáo hoàng Biển Đức XVI vào ngày 25 tháng 1 năm 2007. Đây là lần đầu tiên một lãnh đạo Việt Nam theo chủ nghĩa Cộng sản có cuộc gặp mặt với giáo hoàng. Bình luận về sự kiện này, linh mục Huỳnh Công Minh đại diện Hồng y Phạm Minh Mẫn đánh giá rằng đây là một tin vui mừng và bày tỏ niềm hy vọng rằng cuộc gặp mở đường cho việc phát triển ngoại giao bình thường giữa Tòa Thánh và Việt Nam. Ngày 30 tháng 3 năm 2007, Tòa án Nhân dân Thừa Thiên-Huế xét xử và ra phán quyết 8 năm tù với linh mục Tađêô Nguyễn Văn Lý vì tội "tuyên truyền chống Nhà nước Cộng hòa xã hội chủ nghĩa Việt Nam". Hội đồng Giám mục Việt Nam im lặng trước biến cố này, do đó Đài Á Châu Tự Do (RFA) đã có cuộc phỏng vấn với Hồng y Phạm Minh Mẫn về vấn đề này. Hồng y thông tin Hội đồng Giám mục sẽ họp vào tháng 10, và do linh mục Lý thuộc Tổng giáo phận Huế nên chỉ có Đức Cha (Tổng giám mục Huế) mới có quyền đề xuất việc này vào chương trình nghị sự. Cá nhân Hồng y Mẫn cho biết ông không rõ nguyên nhân cũng như các khía cạnh trong cuộc sống của linh mục Lý.
Ngày 7 tháng 7 năm 2007, Chủ tịch Hội đồng Giám mục Việt Nam Phaolô Nguyễn Văn Hòa viết thư gửi Chủ tịch nước Nguyễn Minh Triết. Trong thư này, giám mục cho rằng báo Tuổi trẻ ngày 6 tháng 7 năm 2007 có nội dung không đúng sự thật về việc Chủ tịch nước nói rằng Vatican và Hội đồng Giám mục cũng đồng tình với Nhà nước Việt Nam trong việc xét xử linh mục Nguyễn Văn Lý. Ngày 10 tháng 7 năm 2007, Hồng y Phạm Minh Mẫn cho xuất bản lá thư gửi đến báo Công giáo và Dân tộc cũng như truyền thông tại Việt Nam. Trong thư, vị tổng giám mục Thành phố chỉ trích sự đưa tin với chiều hướng một chiều, sự thật bị cắt xén và bóp méo. Hồng y Mẫn cũng đưa ra một số dẫn chứng về việc thông tin bị bóp méo, với sự kiện gần nhất là việc đưa tin CNN phỏng vấn Chủ tịch nước Việt Nam với nội dung bị cắt xén và thêm thắt, gây ảnh hưởng xấu đến Hội đồng Giám mục Việt Nam và Chủ tịch Hội đồng này phải có tin đính chính. Cũng trong thư này, Hồng y Mẫn cho rằng tất cả sự việc này gây ra sự nghi kị, dần biến mọi người thành Tào Tháo, đồng thời kêu gọi truyền thông Công giáo không biến tín hữu trở thành những kẻ đa nghi với Chúa và Giáo hội. Ngày 22 tháng 7 cùng năm, Hồng y Mẫn gửi thư cho linh mục Phaolô Nguyễn Thái Hợp, Chủ tịch câu lạc bộ Nguyễn Văn Bình, nhờ câu lạc bộ này nghiên cứu về đề tài Thái độ hợp tác cũng như bất hợp tác của Giáo hội Công giáo trong 50 năm qua. Trong thư, Hồng y Mẫn lên án xã hội băng hoại: [...] Thay vì biến giai cấp vô sản thành người đầy tớ phục vụ nhân dân theo như lời Bác dạy, thì thực tế cho thấy là giai cấp vô sản biến nhân dân thành vô sản, và tự biến mình thành một giai cấp mới mà tôi nghe nhiều người gọi là tư sản đỏ. [...] Lâu lâu rồi, tôi thấy báo chí tường thuật lời ông Tổng Bí thư tuyên bố tham nhũng là quốc nạn. Có lẽ là quốc nạn cho người dân, chớ còn đối với nhiều đày tớ của nhân dân, đó là cơ hội tốt để trở thành đại gia đỏ.
Tại Đại hội Hội đồng Giám mục Việt Nam lần X, Hồng y Phạm Minh Mẫn được các giám mục bầu chọn giữ vai trò Chủ tịch Uỷ ban Mục vụ Di dân nhiệm kỳ 2007–2010 và tái đắc cử chức vụ này ở nhiệm kỳ 2010–2013. Tên chính thức của Uỷ ban vào thời điểm được thiết lập là Ủy Ban Giám Mục lo cho người Di Dân. Hồng y Mẫn hính là Chủ tịch Tiên khởi của Uỷ ban này, kể từ khi nó được chính thức được thiết lập dựa trên "Tiểu ban lo cho người Di Dân" trực thuộc "Uỷ ban Giáo dân".
Ngày 24 đến ngày 28 tháng 9 năm 2007, Hồng y Phạm Minh Mẫn tham dự phái đoàn Công giáo Việt Nam có chuyến thăm đến Trung Quốc, nhận lời mời từ Cục Tôn giáo Trung Quốc. Phái đoàn đã có cuộc gặp chính thức với các quan chức Trung Quốc: Cục Trưởng Cục Tôn giáo, Trưởng ban Mặt Trận Thống Nhất, Vụ phó Vụ Châu Âu, Bộ Ngoại giao và Vụ trưởng Vụ 2 Cục Tôn giáo Trung Quốc. Phái đoàn do vị Hồng y Tổng giáo phận Thành phố dẫn đầu đã đến thăm Bắc Kinh và Thượng Hải. Tại đây, ông cũng có dịp tiếp xúc với Tổng giám mục Tổng giáo phận Bắc Kinh Giuse Lý Sơn, vị giám mục vừa được bổ nhiệm vào ngày 21 tháng 9 và chào xã giao giám mục giáo phận Thượng Hải Alôsiô Kim Lỗ Hiền. Phái đoàn từ Việt Nam, ngoài hồng y Mẫn còn có Tổng giám mục Tổng giáo phận Hà Nội Giuse Ngô Quang Kiệt và giám mục phó Giáo phận Nha Trang Giuse Võ Đức Minh. Trả lời phỏng vấn của Asia News với nội dung được đăng vào tháng 11 năm 2007, Hồng y Phạm Minh Mẫn cho biết đôi khi ông cảm thấy khó khăn để thực thi nhiệm vụ của mình tại thành phố [mà ông đang quản lý mục vụ Công giáo]. Cũng theo Hồng y Mẫn cho biết ông quan tâm đến đồng hành cùng những người nghèo khó, bệnh nhân AIDS, cũng như bác ái Công giáo. Ông bày tỏ mong muốn tham gia vào các vấn đề xã hội để hỗ trợ cho người nghèo và các nạn nhân của [bất công] xã hội.
Sau chuyến viếng thăm Trung Quốc, Hồng y Phạm Minh Mẫn đã trả lời phỏng vấn UCA. Trong khuôn khổ cuộc phỏng vấn, Hồng y Mẫn đã chia sẻ về tình trạng Giáo hội Việt Nam: sau năm 1975, giáo hội tại miền Nam bị tịch thu nhiều tài sản, và đến thập niên 1980, với quá trình Đổi Mới, các giáo hội ngoại quốc đã hỗ trợ về kinh tế những như đào tạo nhân sự, và chính quyền đã trả lại tài sản bị tịch thu, cũng như cộng tác với Giáo hội, điển hình là về công tác phòng chống HIV/AIDS. Hồng y Mẫn cho biết ban đầu Ban tổ chức Hội đồng Giám mục Á Châu dự định chọn Việt Nam làm nơi tổ chức đại hội vào năm 2008, nhưng Hồng y Mẫn đã bác bỏ đề xuất này vì lý do thiếu cơ sở vật chất để tổ chức đại hội. Trong cuộc phỏng vấn, Hồng y Mẫn cũng nhắc đến tình trạng "linh mục chui" tại miền Bắc, và nhận định rằng Giáo hội Công giáo Việt Nam vốn chia rẽ sau chiến thắng của chính quyền theo chủ nghĩa Cộng sản trong thập niên 1950, cho đến khi thành lập Hội đồng Giám mục 25 năm sau đó. Nhắc lại trong cuộc phỏng vấn với Hội đồng Giám mục Việt Nam, hồng y Mẫn cho biết sau khi ông từ chối đề nghị của Phó Tổng thư ký FABC, một cán bộ thuộc Ban Tôn giáo Chính phủ đã đề nghị Hồng y Mẫn nhận lại đề nghị, tuy vậy Hồng y cho rằng ông không thể rút lời.

### Giai đoạn năm 2008
Ngày 25 tháng 1 năm 2008, Hồng y Mẫn chủ sự lễ mừng thọ 90 tuổi và kỷ niệm 60 năm linh mục, 40 năm giám mục cho Hồng y Phaolô Giuse Phạm Đình Tụng. Sau cuộc lễ này, giáo dân tràn vào khu vực Tòa Khâm sứ cũ đang tranh chấp. Cũng trong năm này, một bộ phim về cuộc đời Hồng y Phạm Minh Mẫn (Life story of Cardinal: Pham Minh Man) do đạo diễn Diamond Bích Ngọc được phát hành trên trang web cá nhân của đạo diễn này. Ngày 8 tháng 4 năm 2008, Hồng y Phạm Minh Mẫn đã chủ tọa cuộc họp nhằm thống nhất cách thức chuẩn bị và phân công cho các thành phần tham dự trong việc chuẩn bị Năm Thánh 2010.
Tháng 6 năm 2008, nhân dịp Đại hội Giới trẻ Thế giới tổ chức tại Sydney (Úc), Hồng y Gioan Baotixita Phạm Minh Mẫn có gửi một lá thư cho ba giám mục Việt Nam dẫn đầu phái đoàn Công giáo nước này sang tham dự sự kiện này. Các giám mục được đề cập đến là Chủ tịch Uỷ ban Mục vụ Giới trẻ Giuse Vũ Văn Thiên, Chủ tịch Uỷ ban Giáo lý Đức Tin Phaolô Bùi Văn Đọc và giám mục chính tòa Giáo phận Lạng Sơn và Cao Bằng Giuse Đặng Đức Ngân. Trong lá thư của vị hồng y với mục đích chia sẻ rộng rãi, Phạm Minh Mẫn cho rằng các kỳ đại hội trước ở Pháp, Đức, Canada đều có một sự cố "làm tắc nghẽn con đường hiệp thông" của các bạn trẻ đến từ Việt Nam, đó là lá cờ vàng ba sọc đỏ đã được giương lên ở những nơi có người trẻ gốc Việt quy tụ để cử hành phụng vụ hoặc sinh hoạt chung. Hồng y đưa ra bình luận: Một lá cờ biểu tượng cho điều gì? Có lúc lá cờ được coi là biểu tượng cho một đất nước, lúc khác được coi là biểu trưng một chủ nghĩa: chủ nghĩa tư bản, chủ nghĩa cộng sản, chủ nghĩa quốc gia... Có lúc chỉ biểu trưng một thói đời mang tính đối kháng. Lá thư này chịu sự phản đối mạnh mẽ của cộng đồng người Việt hải ngoại. Hồng y Mẫn cho rằng tinh thần hiệp thông chưa bao giờ xây dựng trên nền tảng của chủ nghĩa trần thế. Nội dung thư của Hồng y Mẫn cũng ẩn chứa thông điệp hòa giải: Người mẹ Việt Nam, lúc mặc áo vàng, lúc mặc áo đỏ... vẫn là người mẹ đã dày công sinh thành dưỡng dục con dân Việt Nam. Tiến sĩ Phạm Huy Thông cho rằng ý kiến của Hồng y Mẫn về lá cờ đã có tác dụng hơn nhiều việc tuyên truyền khác.
Hồng y Mẫn sau đó cáo bệnh và hủy các lịch trình tại Nam California. Tuy vẫn lưu lại Hoa Kỳ, ông đến thăm các địa điểm khác như Washington. Ngày 21 tháng 6, cộng đồng Công giáo Việt Nam quy tụ và tham dự lễ do Hồng y Mẫn chủ tế tại nguyện đường Đức Mẹ La Vang thuộc Vương Cung thánh đường Đức Mẹ Vô nhiễm nguyên tội tại Washington D.C. Ngày 1 tháng 7, Hồng y Mẫn cùng với Hồng y Tổng giám mục Tổng giáo phận Los Angeles Roger Mahony để chính thức ký văn kiện kết nghĩa Tổng giáo phận Los Angeles và Tổng giáo phận Sài Gòn. Hai nhân chứng là Giáo sư Michael Downey và Linh mục Phêrô Nguyễn Văn Khảm. Đây là văn kiện kết nghĩa đầu tiên của cả hai tổng giáo phận. Với văn thư đề ngày 4 tháng 6 năm 2008, Hồng y Mẫn đã bị tẩy chay trong dịp Đại hội này tại Úc. Đầu tháng 8 năm 2011, tại Văn phòng riêng, Hồng y Mẫn đã có cuộc phỏng vấn với cáo thỉnh viên vụ án phong thánh cho linh mục Phanxicô Xaviê Trương Bửu Diệp. Trong bối cảnh cuộc phỏng vấn, cá nhân Hồng y Mẫn nhận định các người dân không tôn giáo và thuộc tôn giáo khác từ rất lâu đã "phong thánh" cho cố linh mục. Hồng y Mẫn có chuyến hành hương Đức Mẹ Lộ Đức vào tháng 8 cùng năm.
Trong bối cảnh tình hình căng thẳng giữa giáo xứ Thái Hà, Hà Nội và chính quyền sở tại, Hồng y Phạm Minh Mẫn công bố "Lá thư Mục Tử" đề ngày 1 tháng 9 năm 2008 gửi tu sĩ và giáo dân. Nội dung thư, hồng y kêu gọi  đối thoại với các bên để giải quyết với ý thức tôn trọng chân lý, công lý và bác ái. Trong vụ việc này, linh mục Trần Công Nghị, giám đốc VietCatholic News đánh giá cá nhân Hồng y Mẫn đã bày tỏ sự ủng hộ đối với Giáo xứ Thái Hà. Cũng trong nội dung bức thư, Hồng y Mẫn cho rằng cách truyền thông Nhà nước đưa tin vụ việc chỉ phục vụ lợi ích phe nhóm và cá thể trong khi không phục vụ cho lợi ích của người dân. Hồng y Mẫn xác quyết rằng Dòng Chúa Cứu Thế có đủ nhân chứng và vật chứng chứng minh quyền sở hữu khu đất đang trong tình trạng tranh chấp. Cũng trong những ngày đầu tháng 9, Hồng y Mẫn được ghi nhận đã gửi thư chúc mừng Đại hội Những người công giáo Thành phố Hồ Chí Minh xây dựng và bảo vệ Tổ quốc do Uỷ ban Đoàn kết Công giáo Thành phố tổ chức.
Trong cuộc họp với Ủy ban nhân dân thành phố Hà Nội ngày 20 tháng 9 năm 2008, Tổng giám mục Hà Nội Giuse Ngô Quang Kiệt đã có câu nói trong bài phát biểu dẫn đến việc các cơ quan truyền thông tại Việt Nam đặt câu hỏi về lòng yêu nước. Cụ thể, Tổng giám mục đã phát biểu: "Chúng tôi đi nước ngoài rất nhiều, chúng tôi rất là nhục nhã khi cầm cái hộ chiếu Việt Nam, đi đâu cũng bị soi xét, chúng tôi buồn lắm chứ !" Nhiều báo chí Việt Nam và đài truyền hình Việt Nam đăng tải câu nói Chúng tôi đi nước ngoài rất nhiều, chúng tôi rất là nhục nhã khi cầm cái hộ chiếu Việt Nam là viết nhiều bài báo chỉ trích ông Ngô Quang Kiệt. Hồng y Gioan Baotixita Phạm Minh Mẫn với cương vị Tổng giám mục Tổng giáo phận Thành phố Hồ Chí Minh chỉ trích các cơ quan truyền thông được Nhà nước Việt Nam kiểm soát vì bóp méo lời tuyên bố của Tổng Giám mục Hà Nội Ngô Quang Kiệt. Hồng y Mẫn cũng cáo buộc các bản tin truyền thông sử dụng một vài cụm từ biệt lập trong phát biểu của Tổng giám mục Kiệt và tách nó ra khỏi bối cảnh để đánh giá lòng yêu nước của ông này.
Ngày 1 tháng 10 năm 2008, phái đoàn giám mục đại diện Hội đồng Giám mục Việt Nam đã đến gặp thủ tướng Việt Nam Nguyễn Tấn Dũng để trao đổi các vấn đề tranh chấp đất đai tại Hà Nội. Đoàn giám mục đại diện gồm Chủ tịch Hội đồng giám mục Phêrô Nguyễn Văn Nhơn, Đại diện Giáo tỉnh Hà Nội là Giám mục Antôn Vũ Huy Chương, giám mục chính tòa Giáo phận Hưng Hóa, đại diện Giáo tỉnh Huế là Tổng giám mục Tổng giáo phận Huế Stêphanô Nguyễn Như Thể và đại diện Giáo tỉnh Sài Gòn là Hồng y – Tổng giám mục Gioan Baotixita Phạm Minh Mẫn. Một ngày sau đó, ngày 2 tháng 10, Hồng y Phạm Minh Mẫn gọi linh mục Phêrô Nguyễn Văn Khảm để thông báo về việc Tòa Thánh đã chọn linh mục Khảm làm Giám mục phụ tá (thứ hai) của Tổng giáo phận Thành phố Hồ Chí Minh. Việc bổ nhiệm chính thức được thông báo vào ngày 15 tháng 10, và Hồng y Mẫn đã chủ sự lễ truyền chức giám mục cho tân giám mục phụ tá vào ngày 15 tháng 11 cùng năm.

### Giai đoạn 2009–2010
Tổng giáo phận Thành phố Hồ Chí Minh phát triển mạnh dưới thời Hồng y Mẫn. Hồng y Mẫn đã cung cấp một số số liệu về Tổng giáo phận do mình cai quản, từ năm 1998 đến năm 2009 như sau: số giáo dân tăng từ 524.281 người lên mức 662.148 người, số linh mục tăng lên con số 318 từ mốc 244 năm 1998. Số tu sĩ cũng có biến động: 327 nam tu sĩ và 4.754 nữ tu sĩ vào năm 2009, so với tương ứng 169 nam tu sĩ và 2655 nữ tu sĩ vào năm 1998.
Tháng 2 năm 2009, Hồng y Phạm Đình Tụng, nguyên Tổng giám mục Hà Nội qua đời. Lễ an táng đã được Hồng y Mẫn, đại diện Tòa Thánh chủ sự vào ngày 26 tháng 2 năm 2009 tại Nhà thờ Lớn Hà Nội. Cuối tháng 3 năm 2009, Hồng y Mẫn cùng giám mục phụ tá Nguyễn Văn Khảm đã gặp gỡ 2000 người đang trong quá trình theo đạo Công giáo (dự tòng). Đây là lần đầu tiên tổ chức buổi gặp giữa giám mục giáo phận và các học viên dự tòng. Cuối tháng 4 năm 2009, Hồng y Mẫn đã đón tiếp Hồng y Theodore Edgar McCarrick và bốn thành viên thuộc Cơ quan Bác ái thuộc Hội đồng Giám mục Hoa Kỳ. Giữa tháng 4 năm 2009, nhân dịp lễ kính Lòng Thương Xót Chúa lần đầu tiên được công nhận, Hồng y Mẫn đã đồng tế lễ cùng Giám mục Phaolô Nguyễn Văn Hòa tại khuôn viên Đại chủng viện Thánh Giuse Sài Gòn. Khoảng 13.000 giáo dân từ thành phố Hồ Chí Minh cũng như các tỉnh xung quanh. Lễ này chỉ chính thức được Hồng y Mẫn công nhận vào tháng 6 năm 2008. Hồng y Mẫn cũng chính thức thiết lập Caritas Tổng giáo phận Thành phố Hồ Chí Minh sau hơn 30 năm tạm ngưng với tên cũ là Caritas Sài Gòn vào ngày 9 tháng 5 năm 2009.
Về vấn đề tranh cãi khai thác bô xít ở Tây Nguyên, ngày 31 tháng 5 năm 2009, Hồng y Phạm Minh Mẫn ra thư gửi các tu sĩ và giáo dân về vấn đề bảo vệ môi trường, qua đó chỉ trích các nhà đầu tư dự án chỉ quan tâm tính toán đến lợi ích mà bỏ qua tác động đến đời sống con người. Trong vụ việc này, Hồng y Mẫn được La Croix đánh giá là đã kiềm chế để tránh sử dụng các lập luận thiên về chủ nghĩa dân tộc, vốn đã dẫn đến việc chỉ trích các linh mục tại Hà Nội là ngu xuẩn và thiếu hiểu biết, cũng như bắt giữ một số cá nhân có liên quan đến việc chống lại dự án này. RFA đánh giá nội dung thư của Hồng y Mẫn là "gay gắt". Wikileaks công khai một bức điện tín gửi từ Hà Nội đến nhiều địa điểm và tổ chức như CIA, ASEAN,... đánh giá rằng tiếng nói của Hồng y là một tiếng nói có sức ảnh hưởng lớn. Bức thư được công bố sau khi Quốc hội Việt Nam đã thông qua dự án khai thác này. Ngày 24 tháng 7 cùng năm, Hồng y Mẫn dự kiến tham gia dự thảo về chủ đề Biên giới Việt-Trung tại Hội trường Tòa Tổng giám mục. Dưới áp lực của chính quyền, cuộc hội thảo phải bị dời đến nơi khác, trong khi Hồng y Mẫn rút lui không tham gia hội thảo vì lý do mục vụ.
Trong khuôn khổ chuyến thăm Ad Limina của Hội đồng Giám mục Việt Nam, Hồng y Mẫn đã chủ sự lễ sáng vào ngày 24 tháng 6, cũng là lễ bổn mạng của ông. Cũng trong khuôn khổ chuyến thăm  và trong chuyến thăm đến Bộ Giáo dục, Hồng y Mẫn đã trình bày hiện trạng chung của giáo dục Công giáo tại Việt Nam. Hồng y Mẫn nhận định từ sau năm 1975, trên phạm vi cả nước, Nhà nước giữ độc quyền trong việc giáo dục, trong khi Công giáo chỉ tham gia vào công tác giáo dục ở cấp mầm non. Sau khi Hồng y Mẫn và các giám mục Việt Nam tham dự chuyến thăm Ad Limina, ông đã trở về Thành phố Hồ Chí Minh và nhận trả lời phỏng vấn với Union of Catholic Asian News (UCAN) vào tháng 7 năm 2009. Hồng y Mẫn cho rằng về việc thiết lập quan hệ ngoại giao giữa Tòa Thánh và nhà nước Việt Nam, Tòa Thánh đã có mong ước này từ lâu, nhưng quyết định thuộc về chính quyền Việt Nam. Tháng 12 cùng năm, nói về chuyến thăm của Chủ tịch nước Nguyễn Minh Triết đến Vatican, Hồng y Mẫn cũng nêu quan điểm rằng cả hai bên đều có mong muốn xây dựng mối quan hệ. Cá nhân hồng y hy vọng rằng bối cảnh là thích hợp để các bên thực hiện hóa mong ước này.
Đầu tháng 10 năm 2009, Hồng y Mẫn kêu gọi giáo dân Tổng giáo phận dè sẻn chi tiêu để đóng góp hỗ trợ cho các nạn nhân bão lụt cho các tỉnh miền Trung và Tây Nguyên Việt Nam bị ảnh hưởng bởi cơn bão Ketsana (bão số 9) đánh vào các vùng này vào cuối tháng 9. Hồng y Phạm Minh Mẫn là một trong số bảy đại biểu Việt Nam tham dự Hội thảo do Văn phòng Giáo dục và Đào tạo Đức tin (OEFF) thuộc Liên Hội đồng Giám mục Á châu năm 2009 tổ chức vào tháng 10 năm 2009 tại Trung tâm Mục vụ Tổng giáo phận Thành phố Hồ Chí Minh. Ông và một số doanh nhân Công giáo đã gặp các linh mục Việt Nam thi hành mục vụ cho giáo dân tại Singapore vào trung tuần tháng 10 năm 2009. Ông cũng đã nhận trả lời phỏng vấn trang tin Tổng giáo phận sau chuyến đi này.
Cuối tháng 11 năm 2009 đến đầu tháng 1 năm 2011, Giáo hội Công giáo Việt Nam cử hành Năm Thánh để đánh dấu 350 năm thiết lập hai Địa phận Tông Tòa đầu tiên ở Việt Nam. Tại giáo xứ Sở Kiện, Tổng giáo phận Hà Nội, ngày 24 tháng 11 năm 2009, Hồng y Phạm Minh Mẫn, với tư cách Trưởng Ban Tổ chức Năm Thánh (còn gọi là Chủ tịch) đã chủ sự lễ khai mạc Năm Thánh. Cùng đồng tế có 28 giám mục, 950 linh mục từ 26 giáo phận. Giáo dân Công giáo từ ba miền, tham dự lễ này ước đạt 100.000 người, theo BBC. Trang tin Hội đồng Giám mụct cho biết ngoài chủ tế là Hồng y Mẫn, có 31 giám mục, hơn 400 linh mục đã cùng đồng tế, với sụ tham dự của gần 1.000 tu sĩ và 70.000 giáo dân. Báo Nhân Dân ghi nhận con số là 30 giám mục, gần 500 linh mục và hàng nghìn tu sĩ đã tham dự lễ khai mạc, trong khi Catholic News Agency dẫn lời linh mục JB An Dang đánh giá con số là 120.000 người, với sự tham dự của 4 hồng y, 30 giám mục, 1200 linh mục và nhiều giáo sĩ ngoại quốc. Báo Người Lao Động ước tính con số tham dự là vào khoảng 60.000 người, Uỷ ban Đoàn kết Công giáo Việt Nam ước lượng 80.000 giáo dân đã tham dự, với số lượng 31 giám mục, 400 linh mục đồng tế và 1.000 tu sĩ tham dự. Đồng ý với số liệu giáo sĩ và tu sĩ, cách riêng Giám mục Vinh Sơn Nguyễn Văn Bản ước chừng 70.000 giáo dân đã tham gia buổi lễ. Trong tuyên bố khai mạc Năm Thánh, Hồng y Mẫn kêu gọi cộng đồng Công giáo sống tinh thần yêu thương vì sự phát triển của xã hội và quốc gia. Ngày 5 tháng 12 năm 2009, Hồng y Mẫn cho thành lập Uỷ ban Mục vụ Đối thoại liên tôn của Tổng giáo phận Thành phố Hồ Chí Minh. Cuộc gặp giữa các đại diện các tôn giáo lần đầu đã được tổ chức vào ngày 19 cùng tháng, theo sáng kiến của Hồng y Mẫn. Trong cuộc gặp này, Hồng y Mẫn đã xin đại diện các tôn giáo tha thứ cho các lỗi lầm của giới Công giáo trong quá khứ, vốn dẫn đến nghi ngờ và hiềm khích. Hồng y bày tỏ mong muốn bắt đầu lịch sử tương giao mới trên nền tảng cảm thông và hiểu biết. Cũng trong tháng 12 năm 2009, hồng y Mẫn và số ít giám mục và linh mục được Giám mục Giáo phận Chanthaburi mời tham gia lễ kỷ niệm 300 năm thành lập địa phận đầu tiên.
Ngày 4 tháng 1 năm 2010, Giám tỉnh Dòng Tên Việt Nam Tôma Vũ Quang Trung đã gửi thư đến Hồng y Phạm Minh Mẫn và giám mục phụ tá Nguyễn Văn Khảm để trình bày về tình trạng linh mục giả Nguyễn Thanh Phụng. Linh mục Trung nêu quan điểm rằng ông không rõ Tòa Giám mục có cần ra thông cáo để ngăn trừ hậu họa của người giả linh mục này hay không. Ông cũng lần đầu tiên đồng tế với các linh mục thuộc Uỷ ban Đoàn kết Công giáo Thành phố Hồ Chí Minh vào đầu tháng 1 năm 2010. Hồng y Phạm Minh Mẫn đã trả lời phỏng vấn báo La Croix vào tháng 1 năm 2010. Trong cuộc phỏng vấn này, Hồng y đã được trích dẫn cho biết ông có chủ trương "đối thoại và hợp tác trên cơ sở sự thật và công ích". Hồng y bày tỏ thái độ không đồng tình với quyết định xóa bỏ tư hữu đất đai, và tin rằng nguyên nhân này làm cho có nhiều lạm dụng, bất công và bất ổn trong xã hội. Ông cũng đánh giá rằng thái độ đối kháng cũ đã gây ra nhiều hậu quả. Nói về niềm tin Công giáo, Hồng y Mẫn bày tỏ sự lo ngại về niềm tin trong giới trẻ. Trong cuộc phỏng vấn với Agenzia Fides, Hồng y Mẫn cho biết riêng Tổng giáo phận Thành phố Hồ Chí Minh bị mất 400 cơ sở sau biến cố năm 1975. Sau ba năm xây dựng, Mái ấm Mai Tâm được Hồng y Mẫn khánh thành vào tháng 2 năm 2010, tiếp nối những hoạt động của ông để hỗ trợ các người bệnh HIV/AIDS từ năm 2004.
Ngày 11 tháng 3 năm 2010, tại trụ sở Nguyệt San Diễn Đàn Giáo Dân tại thành phố Westminter, Quận Cam, California đã diễn ra một cuộc họp của đại diện tổ chức "Phong trào Giáo dân" và "Diễn đàn Giáo dân" và đại diện một số tổ chức và cá nhân khác nhằm mục đích phản đối việc Hồng y Phạm Minh Mẫn được mời chủ lễ Lòng Thương Xót Chúa trong khuôn viên Đại học Cal State Long Beach. Trước đó, một cá nhân đã gửi thông tin đến Văn phòng Tòa Tổng giám mục để thông báo rằng sự hiện diện của Hồng y sẽ bị phản kháng. Ông Trần Văn Cảo, đại diện Diễn đàn Giáo dân cho biết sau sự việc bị tẩy chay trong Đại hội Giới Trẻ Thế giới (năm 2008), hồng y Mẩn đã vì các nhà thờ vùng [California] không chấp nhận đến cử hành lễ cũng như bị dòng Đồng Công hủy bỏ lời mời chủ sự Đại Hội Thánh Mẫu Missouri. Cuộc họp này cũng chính thức thiết lập Ủy Ban Phản Kháng Sự Hiện Diện của Hồng Y Phạm Minh Mẩn Trong Cộng Đồng Việt Nam Tỵ Nạn Cộng Sản. Nội dung cuộc họp, các thành viên đồng ý liên lạc trước với Tổng giáo phận Los Angeles và sẽ tổ chức họp lần thứ hai vào ngày 18 tháng 3 cùng năm. Một thông báo được công bố bởi ban tổ chức "Đại Hội Lòng Chúa Thương Xót" được công bố trong hai ngày 22 và 23 tháng 3 trên nhiều phương tiện truyền thông, vị trí chủ sự thuộc về giám mục Solis A. Osca, Giám mục phụ tá Tổng giáo phận Los Angeles. Thông báo của "Ủy ban Phản kháng" đề ngày 27 tháng 3 loan tin trên và cho rằng sự xuất hiện của Hồng y Mẫn đã được hủy bỏ, do đó cũng thông báo hủy cuộc biểu tình dự kiến được tổ chức.
Trên Internet xuất hiện lời kêu gọi biểu tình chống đối khi Hồng y Phạm Minh Mẫn đến California trong buổi sáng ngày 11 tháng 4 tại Đại học Cal State Long Beach. Ngày 9 tháng 4 cùng năm, một lá thư được gửi đến Hồng y Mẫn, Tổng giáo phận Los Angeles, và một số tổ chức nhằm mục đích phản đối việc Hồng y Phạm Minh Mẫn đến tham dự Đại hội Lòng Thương Xót Chúa tại Đại học Cal State Long Beach. Nội dung thư nhắc đến lá thư tháng 6 của Hồng y Mẫn, cũng như cuộc trả lời phỏng vấn với Catholic Agency cũng vào tháng 6 năm 2008 của Hồng y. Theo Uỷ Ban Phản Kháng Sự Hiện Diện của Hồng Y Phạm Minh Mẫn Trong Cộng Đồng Người Việt Tị Nạn Cộng Sản, lá thư công khai này là kết quả của những cuộc tiếp xúc riêng không thành công với cá nhân vị hồng y để vận động ông không đến Hoa Kỳ. Hồng y Phạm Minh Mẫn "làm lễ" tại Đại hội, và phía ngoài, theo tờ Việt Báo, "nhiều người" gốc Việt đã cầm lá cờ vàng [Việt Nam Cộng hòa] để biểu tình, trong khi phía trong không có lá cờ nào. Theo trang "Sai Gon Echo", có rất ít người tham gia biểu tình: thư kêu gọi không được truyền thông rộng rãi, không có thông tin chính xác rằng Hồng y vẫn thực hiện chuyến thăm, và có những người tuy không đồng ý việc Hồng y đến thăm nhưng cũng không phản đối.
Ngày 13 tháng 5 năm 2010, Tòa Thánh chấp thuận đơn từ nhiệm Tổng giám mục Hà Nội của Tổng giám mục Ngô Quang Kiệt. Sáng ngày 22 tháng 5 năm 2010, phái đoàn Tòa tổng Giám mục Thành phố Hồ Chí Minh do Phạm Minh Mẫn dẫn đầu đến thăm và chúc mừng Đại lễ Phật đản 2554. Đón tiếp đoàn có Hoà Thượng Thích Trí Quảng – Trưởng ban trị sự Giáo hội Phật giáo Thành phố Hồ Chí Minh cùng các chư tôn. Nhân dịp này, Hồng y Mẫn trao thư chung của Tòa Thánh Vatican gửi các tôn giáo trên thế giới nói lên vấn đề đang được quan tâm, đó là sự biến đổi khí hậu và môi trường sống. Hồng y Mẫn đến Rôma vào ngày 31 tháng 5 để gặp Bộ trưởng Ngoại giao Tòa Thánh Dominique Mamberti và Bộ trưởng Bộ Truyền giáo Ivan Dias. Các cuộc gặp này có chủ đề chính là tình hình giáo hội tại Việt Nam sau sự việc thay Tổng giám mục Hà Nội. Hồng y Mẫn cho biết Bộ Ngoại giao Vatican đã xác nhận với Nhà nước Việt Nam rằng Tòa Thánh nhận đơn từ nhiệm của Tổng giám mục Kiệt vì tôn trọng ý nguyện của ông.
Cuối tháng 6 năm 2010, Tòa Thánh công bố bổ nhiệm một Đại diện Toà Thánh không thường trú tại Việt Nam. Trả lời báo BBC Tiếng Việt, linh mục Huỳnh Công Minh, trợ tá Hồng y Phạm Minh Mẫn khẳng định rằng cho đến sáng ngày 29 tháng 6, Hồng y Mẫn hoàn toàn không biết về quyết định này từ Tòa Thánh. Trả lời trang Catholic Culture, linh mục Minh tiếp tục khẳng định rằng Hồng y Mẫn vẫn không biết gì về vụ việc, trong buổi gặp mặt linh mục Minh vào sáng ngày 2 tháng 7. Trong cùng tháng, Hồng y Mẫn đã có chuyến thăm chúc mừng 35 năm thành lập Báo Công giáo và Dân tộc, và nhân dịp này cũng trả lời phỏng vấn của tờ báo này. Hồng y Mẫn đã tham gia và có phát biểu tại hội thảo kỷ niệm 100 năm ngày sinh cố Tổng giám mục Phaolô Nguyễn Văn Bình. Trước đó, Hồng y Mẫn cũng đã tham gia buổi tọa đàm về cố Tổng giám mục Nguyễn Văn Bình và có bài phát biểu tại buổi gặp này vào cuối tháng 8 năm 2010. Buổi tọa đàm được tổ chức trước buổi hội thảo.

### Giai đoạn 2011–2012
Ngày 13 tháng 1 năm 2011, Tổng giám mục Leopoldo Girelli, Tân Đại diện Tòa Thánh không thường trú tại Việt Nam đã gửi thư đến Hồng y Mẫn. Năm 2011, Liên Hội đồng Giám mục Á Châu trao quyền tổ chức Phiên họp Khoáng Đại lần thứ 10 cho Việt Nam. Hồng y Phạm Minh Mẫn công bố tin này cho trang tin tức Union of Catholic Asian News (UCAN). Ông cũng cho biết ban tổ chức cần đệ trình danh sách tham dự viên để xin chiếu khán cho các thành viên này. Cũng theo thông tin trên, phiên họp này dự kiến tổ chức tại Thành phố Hồ Chí Minh vào tháng 11 năm 2012. Hồng y Ivan Dias, Đặc sứ Lễ bế mạc Năm Thánh đã chủ tế, và Hồng y Mẫn đồng tế lễ Bế mạc Năm Thánh 350 năm thành lập hai địa phận Tông Tòa đầu tiên vào ngày 4 đến ngày 6 tháng 1 năm 2011 tại Thánh địa La Vang, Quảng Trị. Giữa tháng 1 năm 2011, Hồng y Phạm Minh Mẫn đã tham dự lễ cung nghinh xương thánh Gioan Bosco tại nhà thờ Xuân Hiệp, Thủ Đức. Tham dự còn có hai giám mục Giuse Hoàng Văn Tiệm và Phêrô Nguyễn Văn Đệ. Giữa tháng 2 cùng năm, Hồng y Mẫn đã trả lời phỏng vấn Hãng Thông tấn Fides News Agency, National Catholic Reporter. Trong cuộc phỏng vấn với National Catholic Reporter, Hồng y Mẫn nhận định Tổng giáo phận Thành phố Hồ Chí Minh phát triển nhanh do tăng dân số do di cư cũng như tỷ lệ sinh cao. Ông cũng cho rằng đời sống của giáo dân và máu các thánh tử đạo tiền nhân đã tạo nên thành quả. Nói về việc bổ nhiệm Giám mục tại Việt Nam, Hồng y Mẫn cho biết quy trình là các giám mục đề cử danh sách ứng viên, Tòa Thánh lựa chọn và báo cho chính phủ Việt Nam lấy ý kiến và công bố tin bổ nhiệm. Hồng y Mẫn cũng xác nhận đã có một số khó khăn mà Vatican đã phải vượt qua. Tháng 3 năm 2011, Hồng y Mẫn kêu gọi giáo dân đóng góp sửa chữa Trung tâm Công giáo sau khi kỳ họp Hội đồng Giám mục vào năm 2010 đã thống nhất dùng địa điểm này làm Trụ sở Hội đồng Giám mục Việt Nam. Các giáo dân tại 200 nhà thờ ở miền Nam Việt Nam cũng đã quyên góp cho Caritas Nhật Bản sau khi đất nước này gặp động đất. Hồng y Mẫn cho biết việc hỗ trợ này nhằm bày tỏ tình đoàn kết và biết ơn đến Giáo hội Công giáo tại Nhật Bản, vốn đã hỗ trợ cho Công giáo Việt Nam trong quá khứ.
Nhân dịp Việt Nam lần đầu được chọn là nơi tổ chức Đại hội Liên Hội đồng Giám mục Á Châu, Hồng y Mẫn đã trả lời phỏng vấn trang tin Fides của Bộ Truyền giáo Tòa Thánh. Ngoài việc nói về những chuẩn bị của Giáo hội cho sự kiện trên, Hồng y Mẫn cũng chia sẻ về việc bổ nhiệm Đại diện Tòa Thánh, Hồng y Mẫn bày tỏ hy vọng của cá nhân ông rằng Tòa Thánh sẻ tỏ hiện được chân lý và tình yêu của Chúa Kitô, qua cộng tác và đối thoại các kiên trì đối với mọi tầng lớp người dân trong xã hội, nhằm vượt thắng các hạn chế, xung đột để tiến đến xây dựng đất nước. Đầu tháng 4 năm 2011, Hồng y Mẫn đã có chuyến viếng thăm di dân Công giáo Việt Nam cư ngụ tại Singapore. Hồng y Mẫn bị công luận quốc tế và quốc nội chỉ trích vì không làm theo Giáo luật Công giáo về trường hợp linh mục, Đại biểu Quốc hội Phan Khắc Từ. Sau khi linh mục Từ tiếp tục được giới thiệu tranh cử Đại biểu Quốc hội Việt Nam khóa XIII, Hồng y Mẫn cho ông chính thức nghỉ làm linh mục chính xứ Giáo xứ Vườn Xoài vào cuối tháng 4 năm 2011.
Đầu tháng 5, Hồng y Mẫn thực hiện chuyến đi Rôma và châu Âu, với hai mục đích: viếng thăm mộ phần Chân phước Giáo hoàng Gioan Phaolô II và gặp gỡ và cảm ơn những cá nhân đã hỗ trợ mở rộng con đường hiệp thông cho Giáo hội tại Việt Nam. Trong khuôn khổ chuyến thăm, Hồng y Mẫn đã gặp bốn hồng y Etchegaray, Law, Sepe, và Diaz để cảm ơn [về bước tiến có Đại diện không thường trú Tòa Thánh tại Việt Nam]. Cuối tháng 5 năm 2011, Hồng y gửi thư đến Thủ tướng Việt Nam, góp ý về dự thảo sửa đổi lần thứ 5 Nghị định số 22/2005/NĐ-CP của Chính phủ. Cá nhân hồng y cho rằng đây là bước thụt lùi rất lớn so với dự thảo ban đầu, Pháp lệnh Tín ngưỡng, tôn giáo. Bức thư được Hồng y Mẫn công bố vào ngày 20 tháng 5 sau khi đã họp đại diện các giáo phận thuộc Giáo tỉnh Sài Gòn vào ngày 13 tháng 5. Ông cũng đã tham dự lễ ra mắt các thành viên thuộc Uỷ ban Công lý và Hòa Bình, thuộc Hội đồng Giám mục Việt Nam vào cuối tháng 5 tại Hội trường Phạm Minh Mẫn thuộc Trung tâm Mục vụ Tổng giáo phận Thành phố Hồ Chí Minh.
Đầu tháng 10 năm 2011, nhân dịp Đại diện Tòa Thánh, Tổng giám mục Leopoldo Girelli thăm Giáo tỉnh Sài Gòn, Hồng y Phạm Minh Mẫn đã tổ chức cuộc gặp giữa Tổng giám mục Girelli và các đại diện và chức sắc các Tôn giáo tại Tòa Tổng giám mục. Ngày 27 tháng 10 năm 2011, Hồng y Phạm Minh Mẫn ký thông báo về việc tổ chức Công nghị Giáo phận Thành phố Hồ Chí Minh. Ông đóng vai trò Trưởng ban Tổ chức trong Công nghị này, theo thông báo. Lễ khai mạc Công nghị diễn ra vào chiều ngày 20 tháng 11, và bế mạc vào ngày 26 tháng 11 cùng năm. Sau Công nghị, Hồng y Mẫn đã nhận lời phỏng vấn với Alessandro Speciale, là phóng viên thuộc về Religion News Service và Ucan Agency. Nói về tình trạng tự do tôn giáo tại Việt Nam, Hồng y Phạm Minh Mẫn cho biết hệ thống quy định kiểm soát chặt chẽ, nhưng so với thời gian 1975, tự do tôn giáo có đổi mới và mở rộng hơn, tuy cũng phụ thuộc vào từng địa phương. Một trong những hạn chế mà hồng y nêu ra là các tổ chức tôn giáo không được phép xây dựng bệnh viện và trường học. Trả lời câu hỏi về việc một số người lên án các giám mục ứng phó quá mềm dẻo với chính quyền, Hồng y Mẫn cho rằng nguyên nhân là do họ không nhận thấy các giám mục không lên tiếng các vấn đề trong xã hội và nhận định đa số người Công giáo [Việt Nam] không chia sẻ quan điểm này.
Ngày 1 tháng 1 năm 2012, cùng với việc loan tin phái đoàn đến thu thập chứng cứ cho quá trình tôn phong cho cố Hồng y Phanxicô Xaviê Nguyễn Văn Thuận sẽ đến Việt Nam, và kêu gọi giáo dân Công giáo tham gia làm nhân chứng cho quá trình này. Cuối tháng 3 năm 2012, một phái đoàn từ Rôma đến Việt Nam nhằm thu thập chứng cứ  đã bị hủy visa. Hồng y Peter Turkson, trưởng đoàn đã gửi thông tin chi tiết đến cho Hồng y Mẫn qua một thư đề ngày 17 tháng 3 năm 2012. Chính phủ Việt Nam bác bỏ nhận được thông tin về một phái đoàn từ Vatican đến Việt Nam. Một nguồn tin chia sẻ với AP rằng phái đoàn ban đầu dự định nhập cảnh Việt Nam bằng visa du lịch. Giữa tháng 3 năm 2012, Hồng y Mẫn đã cử hành nghi thức đặt viên đá đầu tiên cho Tòa nhà mới thuộc Đại chủng viện Thánh Giuse Sài Gòn. Tòa nhà này sau đó đã được khánh thành ngày 22 tháng 3 năm 2014.
Giữa tháng 4 năm 2012, Hồng y Phạm Minh Mẫn có chuyến thăm mục vụ tại Nhật Bản. Hồng y Phạm Minh Mẫn đã nhận lời chụp ảnh của nhiếp ảnh gia Nguyễn Á và trở thành một trong số 300 nhân vật được nhiếp ảnh gia này đưa vào triển lãm Tâm và tài: Họ là ai? vào tháng 5 năm 2012 tại Nhà Văn hóa Thanh Niên, Thành phố Hồ Chí Minh. Phái đoàn chức sắc, chức việc và tín đồ thuộc Hội Thánh Cao Đài Tòa Thánh Tây Ninh chính thống do Thừa Sử Lê Quang Tấn dẫn đầu đến Tòa Tổng giám mục Tổng giáo phận Thành phố Hồ Chí Minh để viếng an và chúc mừng ngày Lễ bổn mạng của Hồng y Phạm Minh Mẫn vào ngày 23 tháng 6 năm 2012.
Đại hội Hội đồng Giám mục Á Châu đã diễn ra vào tháng 12 năm 2012. Theo thông tin từ tháng 8, ba giám mục Việt Nam tham dự gồm Hồng y Phạm Minh Mẫn, Giám mục Phêrô Nguyễn Văn Đệ và Giám mục Phêrô Nguyễn Văn Khảm. Do việc Tòa Thánh có công nghị thăng Hồng y mới và yêu cầu một số hồng y và Giám mục châu Á tham gia, Đại hội dự trù diễn ra vào giữa đến cuối tháng 11 năm 2012 đã phải bị hủy. Hồng y Mẫn được ghi nhận đã nỗ lựa để sắp xếp lại thời điểm mới cho đại hội, cũng như làm việc với Bộ Ngoại giao và Ban Tôn giáo để cấp thị thực cho các giáo sĩ tham dự vào thời điểm mới. Cuộc họp này cuộc họp kín và không có truyền thông trực tiếp. Tuy có nguồn tin Hồng y Mẫn yêu cầu ngăn chặn báo chí, nhưng trong thư riêng gửi đến ký giả National Catholic Reporter, ông bác bỏ tin này. Truyền thống họp kín của cac giám mục Á châu có từ năm 2004 khi các giám mục cho rằng họ không thể tự do phát biểu khi có mặt của truyền thông.
Sau khi đáp xuống sân bay Tân Sơn Nhất, Tổng thư ký Đại hội–Hồng y Oswald Gracias, Đại diện Giáo hoàng tại Đại hội–Hồng y Gaudencio Borbon Rosales, Hồng y Phạm Minh Mẫn và Giám mục Phêrô Nguyễn Văn Nhơn đã đến chào thăm chính quyền Việt Nam trước khi Đại hội chính thức khai mạc. Đại hội được đánh giá là thành công và suôn sẻ. Trong cuộc phỏng vấn với Union of Catholic Asian News (UCAN), Hồng y Mẫn cho biết công tác chuẩn bị bị nhà nước can thiệp và gặp nhiều khó khăn, ví dụ thư mời từ các giám mục Việt Nam cũng như danh sách các tham dự viên trước khi cấp thị thực. Nói về cùng chủ đề trong phỏng vấn với trang tin Hội đồng Giám mục Việt Nam vào năm 2012, Hồng y Mẫn cho rằng trở ngại về thủ tục hành chính là bề ngoài, trong khi sâu bên trong là sự nghi ngờ và sợ sệt từ cả hai phía. Hồng y Mẫn đã chủ tế thánh lễ buổi sáng ngày thứ hai của kỳ Đại hội. Tháng 12 năm 2012, Hồng y Mẫn từ chối lời mời tham dự lễ ban hanh Pháp lệnh Tôn giáo mới, vì ông bận rộn với nhiều lễ trong đêm Giáng sinh (24 tháng 12) và vì sự xuất hiện của giáo sĩ trong buổi lễ là không cần thiết.

### Giai đoạn 2013–2014
Cuối tháng 2 đầu tháng 3 năm 2013, đại diện tổ chức Ân xá Quốc tế có chuyến thăm chính thức ở Việt Nam lần đầu tiên sau năm 1975. Ông Frank Jannuzi, lãnh đạo văn phòng của tổ chức này tại Washington D.C cũng đã có cuộc gặp với Hồng y Phạm Minh Mẫn. Sau khi Giáo hoàng Biển Đức XVI từ chức, Hồng y Phạm Minh Mẫn viết thư vào cuối tháng 2 năm 2013 để kêu gọi các giáo phận và các giáo xứ tại Việt Nam cầu nguyện cho nguyên giáo hoàng và cho giáo hoàng tương lai.
Hồng y Phạm Minh Mẫn tham dự Mật nghị Hồng y 2013 của Giáo hội Công giáo Rôma để bầu Giáo hoàng mới vào tháng 3 năm 2013, sau khi Giáo hoàng Biển Đức XVI từ chức. Nguồn tin từ Tòa Tổng giám mục Tổng giáo phận cho biết Hồng y đến tham dự Mật nghị vào ngày 6 và sẽ lưu lại Rôma đến ngày 21 tháng 3 cùng năm, tuy chỉ tham dự mật nghị mà không tham gia bất kỳ hoạt động nào khác. Trong lần tổ chức mật nghị này, ông là vị Hồng y đến tham dự cuối cùng. Theo Hồng y Mẫn và New York Times, Hồng y người Việt Nam không phải là hồng y đến cuối cùng, nhưng là vị dưới 80 tuổi (hồng y cử tri) đến cuối cùng. Ông cũng là một trong hai hồng y cuối cùng tuyên thệ giữ bí mật Mật nghị. Sau khi Hồng y Mẫn đến Rôma (khoảng trưa ngày 7 tháng 3), các hồng y tiến hành bỏ phiếu chọn ngày khai mạc Mật nghị một ngày sau đó. Nhận xét về việc từ chức của Giáo hoàng, Phạm Minh Mẫn nhận định: "Việc từ chức của Đức giáo hoàng gây chấn động cả thế giới, và tôi cảm thấy dư chấn kéo dài liên tục trong hơn 10 ngày qua khắp các nơi mà tôi đến thăm Tết, trong Thành phố cũng như khắp đồng bằng sông Cửu Long. Chấn động và những dư chấn đó đánh thức đời sống đức tin, làm cho ánh sáng của hồng ân đức tin lan tỏa trong xã hội hôm nay". Tại Hội nghị trước Mật nghị Hồng y, Hồng y Phạm Minh Mẫn được mời phát biểu ba lần. Hồng y Phạm Minh Mẫn là vị Hồng y thứ hai của Việt Nam được tham dự Mật nghị Hồng y bầu Giáo hoàng hai lần (vào các năm 2005 và 2013), sau Hồng y Giuse Maria Trịnh Như Khuê. Mật nghị đã bầu chọn tân Giáo hoàng Phanxicô. Cá nhân Hồng y Mẫn đã có hai cuộc gặp với tân giáo hoàng. Trong cuộc gặp thứ hai, giáo hoàng đã hôn lại nhẫn hồng y Mẫn.
Hồng y Mẫn đã trả lời phỏng vấn với Union of Catholic Asian News (UCAN) vào tháng 6 năm 2013, và qua đó cho biết rằng chính sách tôn giáo của Chính phủ khiến "người dân bị đe dọa, nghi ngờ và bất mãn". Ông cũng nêu quan điểm cá nhân rằng chính phủ tuy công bố các chính sách nhằm đảm bảo trị an xã hội, nhưng ông đánh giá rằng họ chỉ đang "cai trị đất nước bằng bản năng tự vệ". Vào ngày 23 tháng 6 năm 2013, Phạm Minh Mẫn cảm thấy hai chân không còn lực để đi đứng nên quyết định nhập viện để tiến hành kiểm tra tìm nguyên nhân. Nghĩ rằng hồng y có thể bị tai biến mạch não, các bác sĩ đã cho chụp hình não, siêu âm tim mạch và một số bộ phận khác, nhưng không tìm ra được nguyên do bệnh tình. Chính vì vậy, tháng 8 cùng năm, hồng y Phạm Minh Mẫn được chuyển đến Singapore khám bệnh và tại đây, ông đã phát hiện mình mắc bệnh thoát vị đĩa đệm giữa hai đốt xương sống L4 và L5. Hồng y Tổng giám mục Thành phố đã được phẫu thuật nội soi trong vòng ba giờ đồng hồ để sắp lại các đĩa đệm vào ngày 13 tháng 8.  Mười ngày sau cuộc phẫu thuật, Hồng y Mẫn trở về Tổng giáo phận Thành phố Hồ Chí Minh.
Ngày 9 tháng 9, phái đoàn lãnh sự Mỹ ở Thành phố Hồ Chí Minh – gồm bà Tân lãnh sự Rena Bitter, bà Trợ tá lãnh sự Nguyễn Thị Tường Nhi và nhân viên đặc trách Việt Nam vụ Eric A. Jordan – đã đến thăm Hồng y Phạm Minh Mẫn tại Trung tâm Mục vụ Tổng Giáo phận. Tiếp đón phái đoàn lãnh sự Mỹ, ngoài hồng y Mẫn còn có linh mục chánh văn phòng tòa giám mục Hồ Văn Xuân, linh mục Louis Nguyễn Anh Tuấn và linh mục Nguyễn Duy. Bà Tân lãnh sự Mỹ thăm hỏi sức khỏe hồng y Mẫn và tìm hiểu những đóng góp của hồng y đối với giáo hội cũng như đất nước Việt Nam.
Ngày 28 tháng 9 năm 2013, Tòa thánh tuyên bố bổ nhiệm Giám mục Phaolô Bùi Văn Đọc, Giám mục chính tòa Giáo phận Mỹ Tho, làm Tổng giám mục phó Tổng giáo phận Thành phố Hồ Chí Minh, có quyền kế vị Hồng y Phạm Minh Mẫn tại Tổng giáo phận Thành phố Hồ Chí Minh.  Hồng y Mẫn nhân dịp này ra thông báo ngày 2 tháng 10 để thông tin cho giáo dân về tin bổ nhiệm, cũng như tuyên bố sẽ cử phái đoàn đến thăm Tân Tổng giám mục Phó. Ngày 19 tháng 10, Tổng giáo phận Thành phố Hồ Chí Minh đã cử hành lễ Bế mạc Năm Đức Tin, do tân tổng giám mục phó chủ tế. Tổng giám mục Đại diện không thường trú của Tòa Thánh Leopoldo Girelli đồng tế cùng với 3 giám mục Việt Nam khác. Buổi lễ này nhằm chính thức giới thiệu tân tổng giám mục phó, cũng là dịp kỷ niệm 10 năm nhận tước vị hồng y của Hồng y Phạm Minh Mẫn, còn là một buổi lễ chính thức nhằm giới thiệu tân tổng giám mục phó Bùi Văn Đọc đến giáo dân tổng giáo phận. Tham gia vào triển lãm Con người và tôn giáo tổ chức tại Nhà truyền thống Tổng giáo phận Thành phố Hồ Chí Minh, Hồng y Phạm Minh Mẫn đã cho trưng bày các bức tượng Mẹ Maria đến từ các quốc gia và khu vực trên thế giới. Các bức tượng này ngoài lý do sưu tập, cũng là kỷ vật của cá nhân ông.
Vào ngày 11 tháng 12 năm 2013, một phái đoàn ngoại giao Canada gồm Đại sứ David Devine, Tổng lãnh sự Canada tại Thành phố Hồ Chí Minh Wayne Robson và tùy viên thư ký đã đến thăm Hồng y Phạm Minh Mẫn tại Trung tâm Mục vụ Tổng giáo phận. Cùng tiếp phái đoàn với hồng y Mẫn có linh mục Ignatio Hồ Văn Xuân. Hai bên chúc nhau những lời chúc tốt đẹp cho ngày lễ Giáng Sinh và năm mới.
Trong vụ việc tranh chấp đất đai thuộc Giáo xứ Thủ Thiêm và một tòa nhà được sử dụng bởi một nhóm các nữ tu Dòng Thánh Tâm vào đầu năm 2014, chính quyền địa phương được cho rằng đã lợi dụng tình trạng bệnh tật của Hồng y Phạm Minh Mẫn để yêu cầu thương lượng mua lại khu đất với giá rẻ, đi kèm với việc chấp thuận cho giáo xứ hoạt động. Ngày 5 tháng 3 năm 2014, Phạm Minh Mẫn tròn 80 tuổi, mất quyền tham dự Mật nghị Hồng y. Ngày 22 tháng 3, Hồng y Mẫn đã khánh thành tòa nhà mới cho Đại chủng viện Thánh Giuse Sài Gòn.

### Hưu dưỡng
Ngày 22 tháng 3 năm 2014, Tòa Thánh loan báo Giáo hoàng Phanxicô đã chấp thuận đơn từ nhiệm chức Tổng giám mục Tổng giáo phận thành phố Hồ Chí Minh của Hồng y Phạm Minh Mẫn theo Giáo luật 401. Tổng giám mục phó Phaolô Bùi Văn Đọc đương nhiên lên kế nhiệm. Hồng y Mẫn đã gửi thư từ nhiệm từ lâu, nhưng đến thời điểm này, Giáo hoàng mới chấp thuận cho ông hồi hưu. Hồng y Mẫn chính thức nghỉ hưu kể từ thời điểm này.
Từ ngày 21 đến ngày 23 tháng 4 năm 2014, các giám mục Việt Nam nhóm họp Hội đồng Giám mục Việt Nam. Trong hoàn cảnh này, sáng ngày 24 tháng 4 năm 2014, Tân Tổng giám mục Tổng giáo phận Thành phố Hồ Chí Minh Phaolô Bùi Văn Đọc chủ sự lễ nhận chức vụ, trong lễ có các nghi thức chuyển giao ngai tòa, chức vị Tổng giám mục cho tân Tổng giám mục chính tòa Phaolô Đọc từ người tiền nhiệm là Hồng y Phạm Minh Mẫn; cùng đồng tế có các giám mục từ 26 giáo phận tại Việt Nam và đông đảo các linh mục. Đánh giá về sự hồi hưu của Hồng y Mẫn, Thomas Fox viết trên báo National Catholic Reporter rằng sự ra đi của Hồng y để lại lỗ hổng trong việc mục vụ [tại thành phố] đặt câu hỏi [về ai sẽ] những đánh giá bình luận về mối quan hệ giữa nhà nước Cộng sản và Giáo hội Công giáo. Trong cùng bài viết, Fox cho biết rằng trên thực tế, trước đó vài tháng, Hồng y Mẫn đã đến sống tại Trung tâm Mục vụ, một hoàn cảnh mà Fox gọi là "bán hưu trí". Các giám mục cũng đã khánh thành trụ sở Hội đồng Giám mục vào ngày 24 tháng 4 vào chiều cùng ngày lễ nhận chức của Tân Tổng giám mục Đọc. Hồng y Mẫn cũng đã tham dự buổi lễ này.
Sau khi hồi hưu, hồng y Phạm Minh Mẫn quay về thăm các vùng ông đã từng quản nhiệm, không những ở Thành phố Hồ Chí Minh mà còn ở các xứ đạo nhỏ ở Giáo phận Cần Thơ, nơi bản thân ông nảy sinh ý định tu trì. Ông cũng dành thời gian đến thăm các dòng tu, những người bạn cũ, học trò cũ, những giáo hữu,... Tại Tổng giáo phận, Hồng y Mẫn nhiều lần đến thăm các giáo xứ vùng ven mà không báo trước, cũng như tham gia các buổi lễ quan trọng của các cộng đoàn. Việc nghỉ ngơi của ông tại Trung tâm mục vụ Sài Gòn được hỗ trợ bởi các nam tu sĩ dòng Mẹ Chúa Cứu Chuộc.
Trong thời gian nghỉ hưu, một ngày của Hồng y Phạm Minh Mẫn bắt đầu bằng giờ kinh và 5 giờ 30 hằng ngày cử hành lễ với tham dự viên chỉ hai người, ông với tu sĩ Romualdo Maria Trần Xuân Điệp. Tuy vậy, hồng y Mẫn vẫn tiến hành giảng lễ. Sau khi ăn trưa, hồng y Mẫn dành thời gian đọc sách đến 2 giờ chiều. Nhằm mục đích giữ gìn sức khỏe, Phạm Minh Mẫn dành thời gian chiều đi dạo quanh sân Trung tâm Mục vụ Tổng giáo phận. Trong một số ít buổi tối, hồng y Mẫn quyết định ghé thăm mục vụ các giáo xứ thuộc Tổng giáo phận. Về vấn đề ăn uống, ông dùng bữa cùng các linh mục giáo sư nội trú ở Trung tâm Mục Vụ. Nói về vấn đề kỉ luật, về việc đúng giờ, phụ tá Hồng y Mẫn cho rằng vị hồng y chưa bao giờ trễ giờ khi có việc. Ngày Chúa nhật, Hồng y Phạm Minh Mẫn cử hành lễ cho một số giáo dân, trong đó có nhóm doanh nhân Công giáo được ông thiết lập thời làm Tổng giám mục.
Tuy đã hồi hưu, Hồng y Phạm Minh Mẫn vẫn nhiều dịp được các quan chức lãnh đạo trung ương và địa phương dẫn đoàn đến thăm nhân các dịp lễ Tết: phái đoàn dẫn đầu bởi ông Trương Hòa Bình (Phó Thủ tướng; Giáng sinh 2016), ông Tất Thành Cang (Phó Bí thư Thường trực; Giáng sinh 2016), bà Nguyễn Thị Kim Ngân (Chủ tịch Quốc hội; Giáng sinh 2018), ông Nguyễn Thành Phong (Chủ tịch Uỷ ban Nhân dân Thành phố; Giáng sinh 2018), bà Trương Thị Mai (Trưởng Ban Dân vận Trung ương; Giáng sinh 2020), ông Trần Thanh Mẫn (Phó Chủ tịch Quốc hội; Giáng sinh 2021), ông Trần Lưu Quang (Phó Thủ tướng; Giáng sinh 2023), ông Phan Văn Mãi (Chủ tịch Uỷ ban Nhân dân Thành phố Hồ Chí Minh; Giáng sinh 2023),...
Mục vụ giai đoạn hưu dưỡng
Cuối tháng 1 năm 2015, trong khuôn khổ chuyến thăm Giáo hội Công giáo tại Việt Nam, Hồng y Tổng trưởng Bộ Truyền giáo Vatican Fernando Filoni đã đến thăm Hồng y Mẫn sau khi cử hành thánh lễ tại Nhà thờ Đức Bà Sài Gòn. Lễ mừng Kim khánh Linh mục cho Hồng y Gioan Baotixita Phạm Minh Mẫn diễn ra tại Nhà thờ chính tòa Thành phố Hồ Chí Minh vào ngày 25 tháng 5 năm 2015 do chính ông chủ tế, đồng tế với ông có 12 giám mục và đông đảo linh mục thuộc nhiều giáo phận. Hồng y Mẫn đã chủ sự lễ giỗ đầu tiên cho chồng ca sĩ Khánh Ly vào ngày 7 tháng 1 năm 2016 tại Trung tâm Mục vụ Tổng giáo phận. Đây chính là mong ước của người quá cố.
Ông đã tham dự Tuần Cầu Nguyện cho các Kitô hữu hợp nhất vào cuối tháng 1 năm 2017. Bối cảnh tuần cầu nguyện tổ chức tại Trung tâm Mục vụ Tổng giáo phận là dịp kỷ niệm 500 năm phong trào Kháng Cách. Sáu giáo phái [Kitô giáo] đã tham dự sự kiện này. Tháng 6 năm 2017, Phủ Quốc vụ khanh đã gửi thư mừng ngày bổn mạng của Hồng y Phạm Minh Mẫn nhân ngày lễ thánh Bổn mạng Gioan Baotixita. Tổng giám mục Bùi Văn Đọc, giáo sĩ kế nhiệm Hồng y Phạm Minh Mẫn tại Tổng giáo phận qua đời ngày 7 tháng 3 năm 2018, Hồng y Mẫn đã tham dự lễ an táng cố tổng giám mục tại Trung tâm Mục vụ Tổng giáo phận Thành phố Hồ Chí Minh vào ngày 17 tháng 3 cùng năm. Ngày 11 tháng 8 năm 2018, Hồng y Phạm Minh Mẫn cử hành lễ kỷ niệm 25 năm giám mục của mình tại Trung tâm Mục vụ Tổng giáo phận Sài Gòn, với đông đảo các giám mục phía Nam và các linh mục, cùng đông đảo giáo dân tham dự. Nhân chuyến thăm Việt Nam để tham dự Đại Hội Liên Tu Hội Đời Châu Á lần thứ nhất được tổ chức tại Trung tâm Mục vụ Tổng giáo phận Thành phố Hồ Chí Minh vào tháng 9 năm 2018, của Tổng trưởng Bộ Tu sĩ Vatican-Hồng y João Braz de Aviz đã có cuộc gặp tại Tòa Tổng giám mục và chào thăm Hồng y Mẫn. Ông đã có bài chia sẻ trong buổi cầu nguyện Đại kết tổ chức vào tháng 1 năm 2019 tại Trung tâm Mục vụ Tổng giáo phận. Hồng y Mẫn đã có bài phát biểu sau lễ Ngày Thế Giới Truyền Thông Xã Hội lần 53 vào tháng 6 năm 2019.
Tháng 11 năm 2020, Hồng y Mẫn tham dự buổi gây quỹ hỗ trợ người nghèo của giới Doanh Nhân Công giáo. Hồng y Mẫn cũng đã có bài phát biểu huấn từ trong khuôn khổ Khóa học Phục vụ VII của tổ chức Huynh trưởng Nghĩa sinh tổ chức tại Trung tâm Mục vụ Tổng giáo phận vào đầu tháng 1 năm 2020. Giáo hoàng cũng gửi thông điệp chúc mừng dịp Bổn mạng năm 2022 của Hồng y Mẫn. Cùng với tên các Tổng giám mục từng quản lý Tổng giáo phận Thành phố Hồ Chí Minh (trước đây là Tổng giáo phận Sài Gòn), tên của Hồng y Phạm Minh Mẫn đã được khắc lên một quả chuông trong bộ chuông mới của Nhà thờ Đức Bà Sài Gòn. Bộ chuông mới được khánh thành vào cuối tháng 12 năm 2022.  Tháng 9 năm 2023, nhân dịp đến thăm và chức mừng Hội nghị Thường niên lần II năm 2023 tổ chức tại Tổng giáo phận Thành phố Hồ Chí Minh, ông Vũ Hoài Bắc, ông Trưởng Ban Tôn giáo Chính phủ đã đến thăm và chức mừng Hồng y Mẫn nhân dịp kỷ niệm 20 năm hồng y và 30 năm chức giám mục.

## Đóng góp và ghi nhận
Hồng y Phạm Minh Mẫn từng giữ chức Giám đốc Đại chủng viện Cần Thơ từ 1970 đến 1993, góp phần đào tạo 117 linh mục thuộc ba giáo phận: Cần Thơ, Long Xuyên và Vĩnh Long. Là Giám đốc đầu tiên của chủng viện, linh mục Mẫn đã thiết lập các nền tảng về cơ sở, nhân sự cũng như chương trình đào tạo cho Đại chủng viện.
Trong thời kỳ đảm nhận chức vị Tổng giám mục Tổng giáo phận Thành phố Hồ Chí Minh, ông yêu cầu các linh mục liên kết với hội đồng giáo xứ, hỗ trợ các gia đình tăng tình liên kết, hỗ trợ lẫn nhau; ông tạo sự liên kết giữa 100 doanh nhân (Công giáo) nhằm tạo các học bổng cho các sinh viên khó khăn. Tổng cộng, trong suốt thời gian làm giám mục, Phạm Minh Mẫn đã truyền chức cho 300 linh mục. Trong thời gian làm Tổng giám mục, ông là giám mục tái thiết các hoạt động các đoàn hội giáo dân tại Tổng giáo phận Thành phố Hồ Chí Minh. Theo số liệu do chính ông công bố vào năm 2016 và được tái xác nhận vào năm 2018, số linh mục được Hồng y Mẫn truyền chức vào khoảng 350 người. Thomas Fox, viết trên National Catholic Reporter nhận định Hồng y Phạm Minh Mẫn đã tìm cách hợp tác với chính quyền, và điều này được sự ủng hộ của Giáo hoàng Biển Đức XVI nói riêng cũng như Vatican nói chung. Ông Fox cũng nhận định đường lối này đã giúp người Công giáo tại Tổng giáo phận Thành phố giành được nhiều lợi ích.
Hồng y Phạm Minh Mẫn được ghi nhận là người khai sinh Ban Truyền thông của Tổng giáo phận Thành phố, tái lập Caritas Sài Gòn, với tên mới Caritas Tổng giáo phận Thành phố Hồ Chí Minh (2009), thiết lập Ban Mục vụ Di dân Sài Gòn (2003), cũng như thành lập Trung tâm Mục vụ của Giáo phận. Ông đã đẩy mạnh công việc thay đổi luật sống của các Dòng Mến Thánh Giá thuộc quyền quản lý, cũng như công nhận lễ lòng Thương Xót Chúa [cấp giáo phận]. Ông cũng đã dịch thuật ba quyển sách và lưu ý chúng có ảnh hưởng đối với cá nhân ông: Tự thuật của thánh Têrêxa Hài Đồng Giêsu (Autobiography of St Teresa of Enfant Jesus; dịch vào thập niên 1960), Sau 2000 năm (After 2000 Years; tác giả Claude Robert; dịch năm 1976), và Học thuyết siêu vời (The supreme doctrine; tác giả Tiến sĩ Hubert Benoit, dịch năm 1986).
Trong giai đoạn làm Tổng giám mục Tổng giáo phận Thành phố Hồ Chí Minh, Hồng y Phạm Minh Mẫn cho biết ông chủ yếu tổ chức giáo sĩ, tu sĩ và giáo dân thành các đoàn thể Công giáo. Tổng cộng, nhiều ban mục vụ cũng như một số tổ chức đã được thiết lập: 11 ban mục vụ (5 ban đối nhân và 6 ban đối việc) , 6 đoàn thể Tông đồ Giáo dân, 4 Hiệp hội Tông đồ Giáo dân và 4 giới Công giáo. Về phía các linh mục thì có Hội đồng Linh mục, Hội đồng Mục vụ Giáo phận,... Ông là tác giả của Kinh Truyền giáo, cũng như cũng có một bản dịch kinh kính mừng thánh Giuse. Dưới thời ông quản lý Tổng giáo phận, không có linh mục nào tham gia Quốc hội [như vị tiền nhiệm]. Ông cũng đã cử nhiều linh mục đi du học và vào thời điểm năm 2014, 16 trên 17 linh mục Tổng thư ký các Uỷ ban trực thuộc Hội đồng Giám mục. Hồng y Mẫn cho biết ông không yêu cầu chính quyền trả lại các tài sản của Giáo hội bị tịch thu sau năm 1975, vì cho rằng làm như vậy chính quyền sẽ không trả lại do cảm thấy không được tôn trọng. Thay vào đó, Hồng y Mẫn yêu cầu chính quyền làm việc với giáo hội để tìm lợi ích chung. Tổng giáo phận Thành phố Hồ Chí Minh, trên thực tế đã được trả lại nhiều cơ sở hơn các giáo phận khác. Joachim Pham, viết trên trang Nationcal Catholic Reporter cho rằng Hồng y Mẫn đã thành công trong việc đối thoai và đàm phán với chính quyền địa phương và cả trung ương.
Về tình hình lây lan HIV/AIDS tại Việt Nam, Hồng y Phạm Minh Mẫn đã quan tâm và cử 10 tu sĩ để hưởng ứng lời kêu gọi của Thành phố Hồ Chí Minh đến hỗ trợ cho các bệnh nhân HIV/AIDS. Tòa Tổng giám mục tổ chức văn phòng Mục vụ HIV/AIDS, trong khi cá nhân Hồng y Mẫn kêu gọi các giáo xứ kiểm kê số lượng bệnh nhân HIV (nhưng không thành công), cũng như kêu gọi tránh kỳ thị bệnh nhân HIV/AIDS và cung cấp kiến thức cho các linh mục về bệnh này. Hồng y Mẫn cũng đã mời linh mục Robert J Vitillo thuyết trình về đề tài dịch bệnh này tại Trung tâm Công giáo vào trung tuần tháng 11 năm 2006, cũng như có ý định tổ chức một trung tâm chăm sóc các bệnh nhân HIV/AIDS.
Một hội trường có sức chứa 1.000 người được đặt theo tên Hồng y Phạm Minh Mẫn tại Trung tâm Mục vụ Tổng giáo phận Thành phố Hồ Chí Minh.

## Nhận định
Mừng lễ Kim khánh Linh mục của ông, Giáo hoàng Phanxicô nhận xét về Hồng y Tổng giám mục Phạm Minh Mẫn:
| “ | Là một mục tử có tinh thần đối thoại, sẵn sàng phục vụ hơn là dùng quyền để cai trị." | ” |

Trong bài giảng lễ kỷ niệm 25 năm Giám mục của Hồng y Mẫn, Giám mục Phêrô Nguyễn Văn Khảm có đề cập:
| “ | Đức Hồng y ngày xưa được người ta tặng cho một danh hiệu là "Giám mục Tủ lạnh", bởi vì thấy bao nhiêu chuyện nóng sốt thế mà người cứ lạnh như tiền. Nhưng mà tôi hiểu được rằng ẩn ở trong cái dáng "Tủ lạnh" ấy nó không phải là sự dửng dưng hay là hững hờ, mà nó là sự điềm tĩnh. | ” |

Linh mục Carôlô Hồ Bặc Xái, Tổng Đại diện Giáo phận Cần Thơ, từng là học trò của Hồng y Phạm Minh Mẫn nhận định:
| “ | Đức Hồng y là người thầy đáng kính. Xuyên suốt trong đường hướng mục vụ của ngài là sống tinh thần đối thoại, yêu thương. Dẫu tuổi cao nhưng cha nhớ rất rõ nhiều chuyện xưa cũ. Gặp cha sẽ nhận thấy tình cảm và sự quan tâm ân cần của ngài. Với các linh mục, Đức Hồng y là tấm gương phục vụ. | ” |

## Tông truyền
Hồng y Gioan Baotixita Phạm Minh Mẫn được tấn phong năm 1993, thời Giáo hoàng Gioan Phaolô II, bởi:
- Giám mục chủ phong: Giám mục chính tòa Giáo phận Cần Thơ Emmanuel Lê Phong Thuận
- Hai giám mục phụ phong: Giám mục Phanxicô Xaviê Nguyễn Quang Sách – giám mục chính tòa Giáo phận Đà Nẵng; Giám mục Giuse Nguyễn Quang Tuyến – giám mục phó Giáo phận Bắc Ninh.

Hồng y Gioan Baotixita Phạm Minh Mẫn là giám mục chủ phong cho các giám mục:
- Năm 1999, giám mục Phaolô Bùi Văn Đọc, nay là cố Tổng giám mục Tổng giáo phận Thành phố Hồ Chí Minh.
- Năm 2001, giám mục Giuse Vũ Duy Thống, nay là cố giám mục chính tòa Giáo phận Phan Thiết.
- Năm 2008, giám mục Phêrô Nguyễn Văn Khảm, nay là giám mục chính tòa Giáo phận Mỹ Tho

Dưới đây là sơ đồ tính Tông truyền từ giám mục Việt Nam đầu tiên được giám mục ngoại quốc chủ phong cho đến đời Hồng y Phạm Minh Mẫn.